# Prolongement de la ligne E du RER d'Île-de-France à l'ouest
Pour un article plus général, voir Ligne E du RER d'Île-de-France.
Le prolongement de la ligne E du RER d'Île-de-France à l'ouest  consiste à prolonger la ligne du RER E de la gare d'Haussmann - Saint-Lazare à la celle de Mantes-la-Jolie en passant par le quartier d’affaires de La Défense,. Sa mise en service jusqu'à Nanterre-La Folie a lieu le 6 mai 2024 ; celle jusqu'à Mantes-la-Jolie devrait avoir lieu entre 2027-2029.
C'est l'aboutissement du projet Eole, acronyme pour Est Ouest Liaison Express, conduit sous l'autorité d'Île-de-France Mobilités (ex-STIF) dans le cadre de sa politique d’amélioration des conditions de transport des Franciliens, lancé au début des années 1990, et dont la partie Est avait été ouverte à partir de 1999.

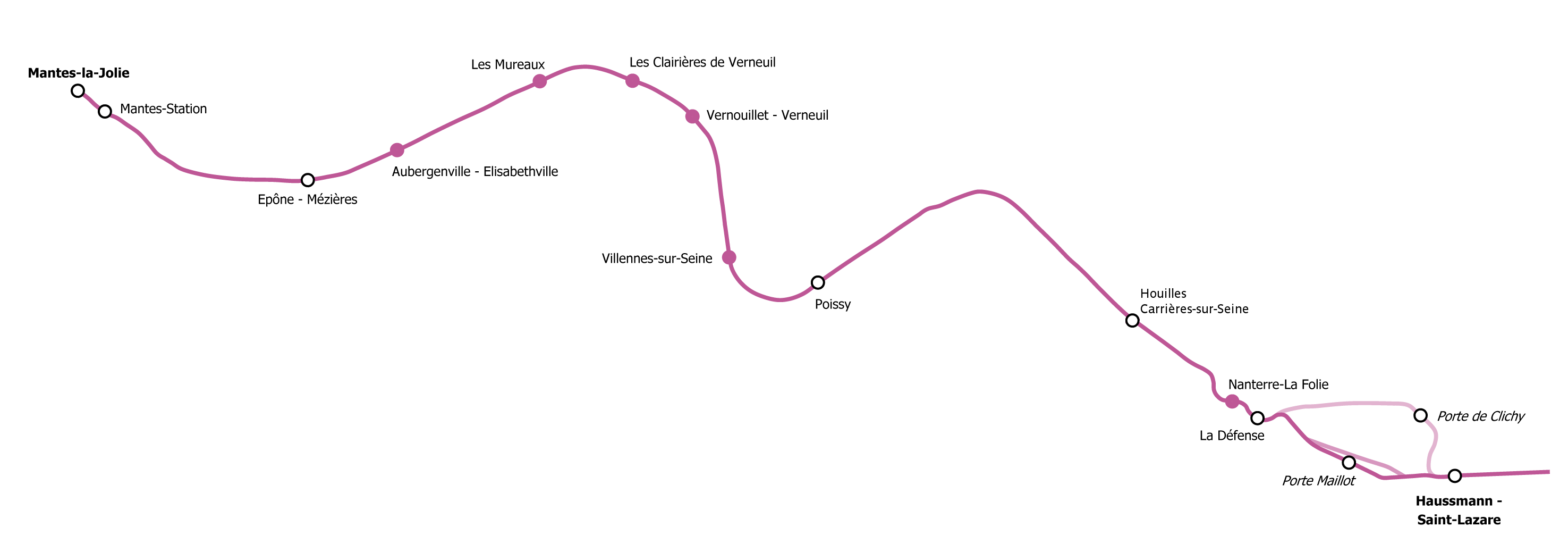
Tracé du prolongement.

## Histoire

### Chronologie

#### Dates-clés
Le planning prévisionnel du projet prévoit plusieurs étapes,. Initialement prévue pour 2020, la mise en service du prolongement est repoussée plusieurs fois, ce qui se traduit par le calendrier suivant : 
- 2011 : schéma de principe ;
- 2013 : enquête publique ;
- 2014 : déclaration d'utilité publique ;
- 2015 : début des travaux sur la ligne Paris - Mantes via Poissy afin d'améliorer la circulation des trains normands et de la ligne J du Transilien ;
- 28 novembre 2018 : Baptême du tunnelier Virginie à Courbevoie[9] ;
- février 2019 : début de la construction du tunnel Haussmann - Saint-Lazare – Porte Maillot – La Défense – Nanterre[10] ;
- 3 juin 2023 : raccordement du prolongement à la ligne existante à Haussmann - Saint-Lazare[11] ;
- 6 mai 2024 : mise en service du prolongement du RER E jusqu'à Nanterre-La Folie[4] ;

#### Planning prévisionnel
- fin 2026 : mise en service du prolongement du RER E jusqu'à Mantes-la-Jolie[12],[13].

### Projet initial

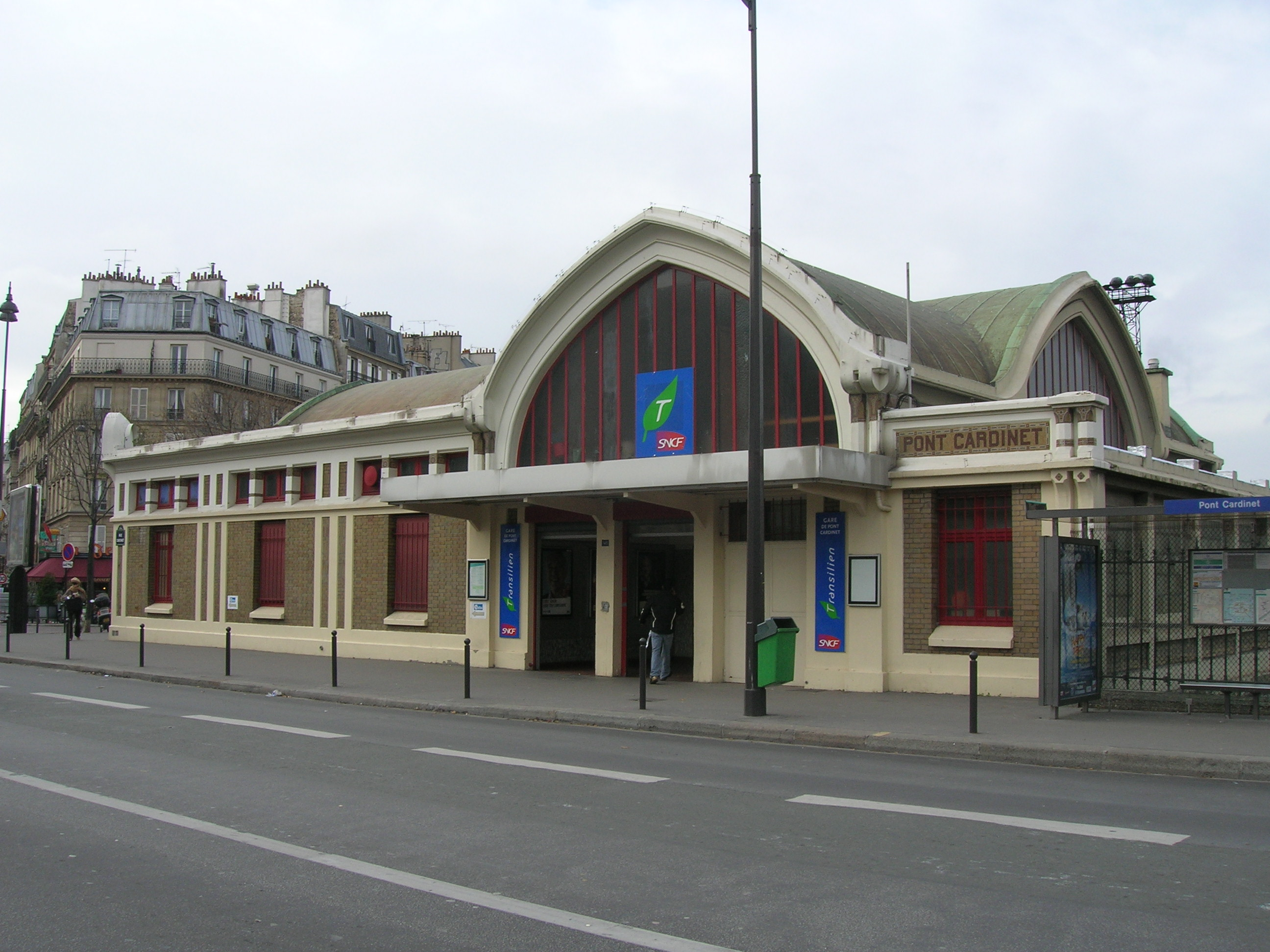
Le bâtiment voyageurs de la gare de Pont-Cardinet, en novembre 2006.

En décembre 1989, le schéma de principe d'Eole est présenté. Il prévoit entre autres, la réalisation d'une liaison souterraine reliant les voies de banlieue de la gare Saint-Lazare à un point des lignes vers l'Est situé à 500 mètres environ au nord de la Gare de l'Est, ainsi que la création de quatre gares nouvelles à quatre voies situées près de Saint-Lazare, entre la gare de l'Est et la gare du Nord, à Pont-Cardinet et à La Villette-Aubervilliers. Le coût estimé des travaux s'élève alors à 7,55 milliards de francs aux conditions économiques de 1998, soit 1,51 milliard d'euros aux conditions économiques de 2003, en excluant toutefois les gares et travaux à Pont-Cardinet et La Villette-Aubervilliers.
Le 25 octobre 1990, le Syndicat des transports parisiens (STP) prend en considération la 2e étape du schéma de principe. Elle prévoit de raccorder Eole à la banlieue Ouest sur les voies de la gare Saint-Lazare, par le biais d'un tunnel court entre Pont-Cardinet et le terminus actuel Haussmann - Saint-Lazare (environ 800 mètres), en créant par la même occasion, deux nouvelles gares à Pont-Cardinet et La Villette-Aubervilliers, situé à l'est de l'actuelle gare de Magenta. Eole aurait ainsi repris les missions du groupe II du réseau Saint-Lazare, qui passent par les gares de Clichy - Levallois, Asnières, Bécon-les-Bruyères, Courbevoie, La Défense, afin de desservir Versailles-Rive-Droite et Saint-Nom-la-Bretèche. Une troisième branche vers Poissy était également envisagée.
Du 11 février 1991 au 29 mars 1991, l'enquête publique du projet complet d'Eole (parties est-parisienne et ouest-parisienne) a lieu. Par la suite, il est prévu de ne réaliser dans un premier temps que la partie orientale de la ligne (Saint-Lazare - Condorcet (actuel Haussmann - Saint-Lazare) – Chelles - Gournay / Villiers-sur-Marne / Le Plant-Champigny). En novembre 1998, un avant-projet rectificatif d'Eole est publié. Il ne prévoit plus de réaliser la branche desservant la gare nouvelle du Plant-Champigny et envisage en compensation le prolongement de la ligne jusqu'à Tournan-en-Brie.
En 1999, les travaux de la 1re étape du schéma de principe prennent fin. À la mi-juillet, la ligne est mise en service entre Haussmann - Saint-Lazare et Chelles - Gournay, et à la fin août, elle atteint la gare de Villiers-sur-Marne - Le Plessis-Trévise, par le biais d'une seconde branche. C'est alors l'heure des bilans : le coût des travaux de la première étape ayant été beaucoup plus important que prévu (8,125 milliards de francs au lieu des 6,2 milliards de francs prévus initialement), les pouvoirs publics souhaitent en tirer les leçons vers des projets de tramway en banlieue moins coûteux et vers la rénovation du matériel roulant francilien. De ce fait, le prolongement à l'ouest de la ligne, estimé au minimum à 1,5 milliard de francs, est ajourné. Eole, qui devait initialement relier l'est à l'ouest de Paris, comme son acronyme le rappelle (Est-Ouest Liaison Express), est limitée à Haussmann - Saint-Lazare. Ce projet n'avait d'ailleurs jamais trouvé de réel écho populaire ni de portage politique suffisant pour être lancé. En effet, elle ne présentait pas un grand intérêt du point de vue de la capacité de transport ou des gains de temps de parcours et donc de décharge du RER A. De plus, la branche ouest vers Versailles-Rive-Droite et Saint-Nom-la-Bretèche n’avait pas été étudiée à l’époque. Des études se sont néanmoins poursuivies, sous l’égide de Réseau ferré de France (RFF).

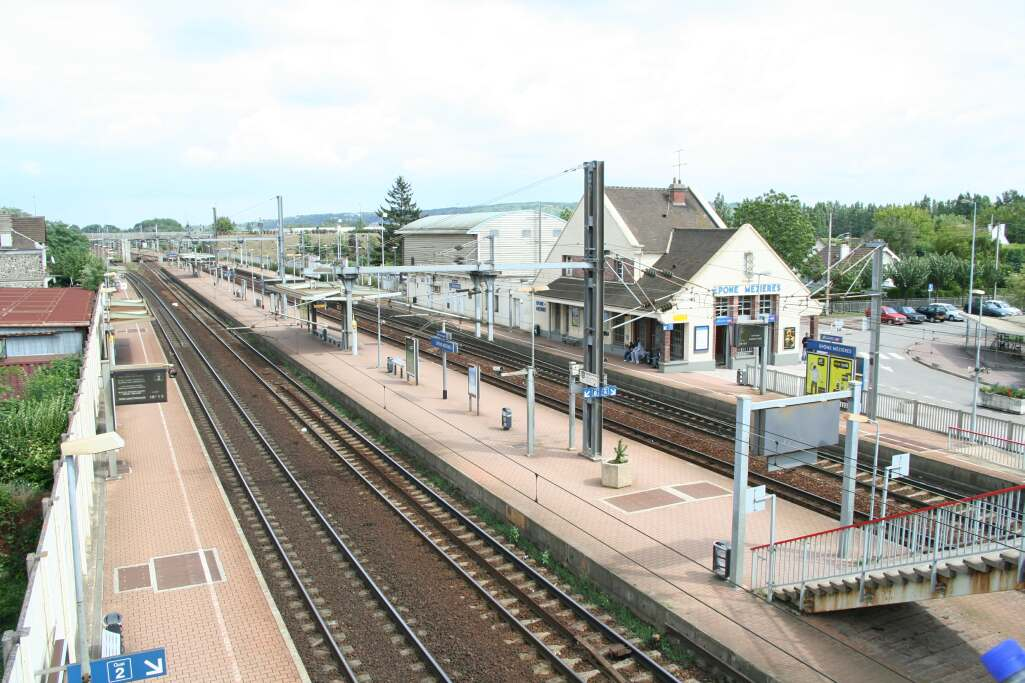
La gare d'Épône - Mézières, située sur la ligne Paris-Saint-Lazare – Poissy – Mantes-la-Jolie, en août 2006.

Le 11 juillet 2003, RFF saisit la Commission nationale du débat public (CNDP) pour la réalisation du projet Est Liaison Express Ouest Normandie Roissy (ELEONOR). ELEONOR était un projet de ligne ferroviaire nouvelle souterraine de 2,5 kilomètres environ devant faire la jonction entre la ligne existante depuis la gare d'Haussmann - Saint-Lazare et celles du faisceau de Saint-Lazare à la gare de Pont-Cardinet, avec les groupes II (Paris-Saint-Lazare – Versailles-Rive Droite / Saint-Nom-la-Bretèche) et V (Paris-Saint-Lazare – Poissy – Mantes-la-Jolie). ELEONOR devait permettre de répondre à une double attente : celle de la région Île-de-France concernant l'extension occidentale de la ligne et celle des régions Basse et Haute-Normandie relative à l'amélioration de leur accès au réseau à grande vitesse et à l'aéroport de Paris-Charles-de-Gaulle.
Le 21 mai 2003, la candidature de Paris, pour l'organisation des Jeux olympiques et paralympiques de 2012, est lancée par son maire Bertrand Delanoë. Le projet Paris 2012 propose notamment, en cas de succès de la candidature, de relancer le projet de prolongement d'Eole à l'ouest d'Haussmann - Saint-Lazare, afin de desservir le village olympique qui serait situé dans le quartier des Batignolles à Paris. Le projet soutenu est le même que celui ajourné cinq ans auparavant mais, devant l'échec de la candidature le 6 juillet 2005, le projet est à nouveau ajourné.
Le 10 septembre 2003, la Commission nationale du débat public décide qu’il n’y aurait pas lieu d’organiser un débat public sur ce projet considérant l’importance des enjeux socio-économiques mais également ses incidences territoriales limitées ainsi que le fait qu’une partie du projet ait été fixée par déclaration d’utilité publique. Dans cette même décision, la CNDP recommandait à RFF de mener une concertation selon les modalités qu’elle précisait. Mais plus tard, cette version du projet est abandonnée et, par conséquent, cette concertation n’a pu être menée.

### Les points faibles du projet initial
Ce projet a en effet été abandonné pour les raisons suivantes : l'accès non direct à La Défense pour les voyageurs de la ligne Paris-Saint-Lazare – Poissy – Mantes-la-Jolie et ceux en provenance ou à destination de la Normandie ainsi qu'à l’aéroport de Paris-Charles-de-Gaulle, la future relation CDG Express reliant la gare de l'Est à la gare de Roissy Charles-de-Gaulle 2 n’étant plus reliée au RER E. De plus, il ne présentait pas un grand intérêt du point de vue de la capacité de transport ou des gains de temps de parcours pour accéder à La Défense et donc de décharge du RER A. En effet, il y aurait eu un mélange, dans le RER E, de circulations de trains Transilien et de trains de « Grandes Lignes », rendant l’exploitation difficile et ne permettant pas de garantir une bonne fiabilité des horaires.
En fait, ce projet à plusieurs reprises ajourné aurait été difficile à concrétiser. La réalisation du tunnel aurait présenté des difficultés techniques importantes en raison de la configuration des lieux, notamment l'importance de la rampe et n'aurait pas garanti la meilleure régularité ni le meilleur temps de trajet. Les trains du réseau Transilien Paris Saint-Lazare peuvent être pénalisés par des difficultés de circulation sur d'autres groupes et le plan de circulation sur le groupe II lui-même est complexe à exploiter du fait de la présence des gares intermédiaires qu'il faut continuer à desservir. L'arrivée sur ce groupe d'un nombre de trains plus important n'aurait sans doute pas permis de maintenir la cohabitation entre des trains directs et des trains au moins partiellement omnibus. Entre une dizaine et une quinzaine de minutes auraient été nécessaires pour desservir La Défense depuis le terminus actuel, en fonction du nombre de gares desservies sur le parcours, contre sept minutes seulement pour le RER A (depuis Auber/Saint-Lazare), risquant de ne pas efficacement soulager ce dernier.
De plus, la reprise du groupe II par le RER E n'aurait pas permis de conserver intactes les capacités de transport des voyageurs entre La Défense et Saint-Lazare par le Transilien, ni la desserte de La Défense depuis les quais de la gare Saint-Lazare, qui permet certaines correspondances de quai à quai. La nécessité d'un temps de trajet aussi court que pour le RER A, d'une bonne régularité et d'une augmentation importante des capacités de transport de voyageurs, ont donc incité à envisager la création de voies nouvelles dédiées au RER E, par tunnel direct vers La Défense.

### Réorientation du projet

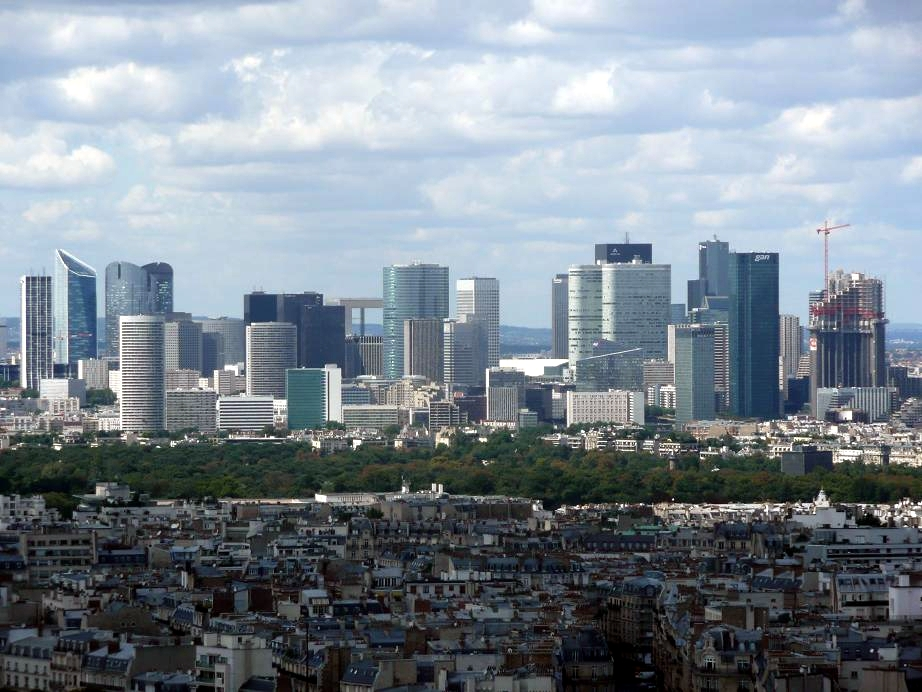
Les gratte-ciels de La Défense, en août 2008.

En 2005 - 2006, plusieurs événements ont entraîné la reprise des études sur le prolongement d'Eole : 
- le renforcement de la desserte de La Défense est devenu un sujet d'importance majeure à la suite de l'élaboration du Plan de Relance, et de la révision du SDRIF ;
- la surcharge du RER A a impliqué la nécessité de mettre en œuvre de nouvelles solutions de desserte en transport collectif du secteur de La Défense ;
- les études du projet LRNVS d’amélioration des relations avec la Normandie ont permis de mettre en évidence l’intérêt du développement du secteur de La Défense en tant que « hub » et d’identifier les pistes à moyen et long terme, destinées à augmenter la capacité et la qualité de service sur l'axe Paris - Mantes - Normandie.

Ainsi, en juillet 2006, l'Établissement public pour l'aménagement de la région de la Défense (EPAD) propose la construction d'un tunnel direct entre Haussmann - Saint-Lazare et La Défense, afin de rejoindre Mantes-la-Jolie et Versailles, en lieu et place du projet jusqu'alors soutenu. Le prolongement permettra de soulager le RER A, tout en augmentant sa qualité de service
Par rapport au projet initial, Eole deviendrait plus attractif pour les voyageurs de Seine-et-Marne qui passent par la gare du Val de Fontenay, où ils auraient le choix entre le RER E et le RER A pour se rendre à La Défense. Pour les voyageurs transitant par la gare du Nord, le RER E deviendrait aussi plus attractif pour se rendre à La Défense, contribuant à délester le RER B (qui circule dans un tunnel saturé entre la gare du Nord et Châtelet - Les Halles), le RER A et le pôle d'échanges de Châtelet - Les Halles.
À cette époque, l'EPAD envisageait la création d'une gare intermédiaire à Pereire - Levallois, avant de proposer qu'elle soit plutôt située à la porte Maillot. Le choix de la perte de la correspondance avec la ligne 3 se justifiait par les avantages de la desserte de la porte Maillot.
Le projet dans son ensemble a reçu les faveurs de l'établissement public d'aménagement du Mantois Seine Aval (EPAMSA) (pour le secteur de Mantes-la-Jolie-Seine-Aval) et fait, semble-t-il, l'unanimité auprès de la région Île-de-France et des conseils généraux des Yvelines et des Hauts-de-Seine, justifiant le lancement des études préliminaires.

### Études
Le projet de schéma directeur de la région Île-de-France (SDRIF) publié en février 2007 (et celui adopté en septembre 2008) par la région prévoit le prolongement de la ligne à l'ouest, vers La Défense, dans le cadre du projet Est-Ouest ELEONOR en phase 2 et 3 (2014-2027). Le CPER 2007-2013 comporte des crédits d'études du prolongement. L'éventuelle branche vers Versailles est abandonnée.
En décembre 2007, Jean-Louis Borloo, ministre de l'Écologie, commande un rapport à Pascal Lelarge, préfet, directeur régional de l’Équipement d’Île-de-France, pour définir les conditions d’une plus grande attractivité du secteur de Nanterre - La Défense. Ce rapport, qui lui est remis en juin 2008, préconise l'extension de La Défense à Nanterre, et notamment le développement de la zone autour de la gare de La Folie (secteur des Groues) comme le recommandait un rapport de la chambre de commerce et d'industrie de Paris (CCIP). Il y est surtout rappelé que l'on attend à La Défense, d'ici à 2013, 50 000 salariés supplémentaires. En conséquence, on estime que le RER A devrait voir sa fréquentation augmentée aux heures de pointe de 20 % d'ici 2015 et même de 40 % d'ici à 2020.
Ainsi, pour faire face à la saturation programmée, le rapport préconise de lancer un plan d'urgence avec, en priorité, le prolongement du RER E par un tunnel direct. Trois options sont alors présentées pour le tracé et l'implantation des gares : 
- une première option (préconisée par l'EPAD) vise à faire passer le RER par le trajet initialement prévu pour le passage de la ligne 1 du métro, avec la réutilisation d'une gare Élysées - La Défense jamais utilisée située sous le centre commercial des Quatre Temps ;
- une deuxième option (qui serait également préconisée par l'EPAD) vise à créer un tunnel sous le boulevard circulaire sud et une gare sous la tour Signal (avec le désavantage évident d'allonger les correspondances avec le RER A, le métro et les bus) ;
- une troisième option (qui serait préconisée par l'EPASA) vise à créer une gare sous le CNIT donc très proche du pôle de transport existant.

Le rapport ne se prononce pas sur la faisabilité de ces variantes, que des études devront confirmer. Mais pour faire face à l'urgence, une procédure d'exception législative exonérant le projet du débat public est évoquée, tout comme un partenariat public-privé pour faciliter le financement et une contribution financière des établissements publics d'aménagement. Il est également envisagé de faire participer les collectivités locales à proportion des retombées fiscales attendues. Par la suite, les déclarations d'intention se succèdent.

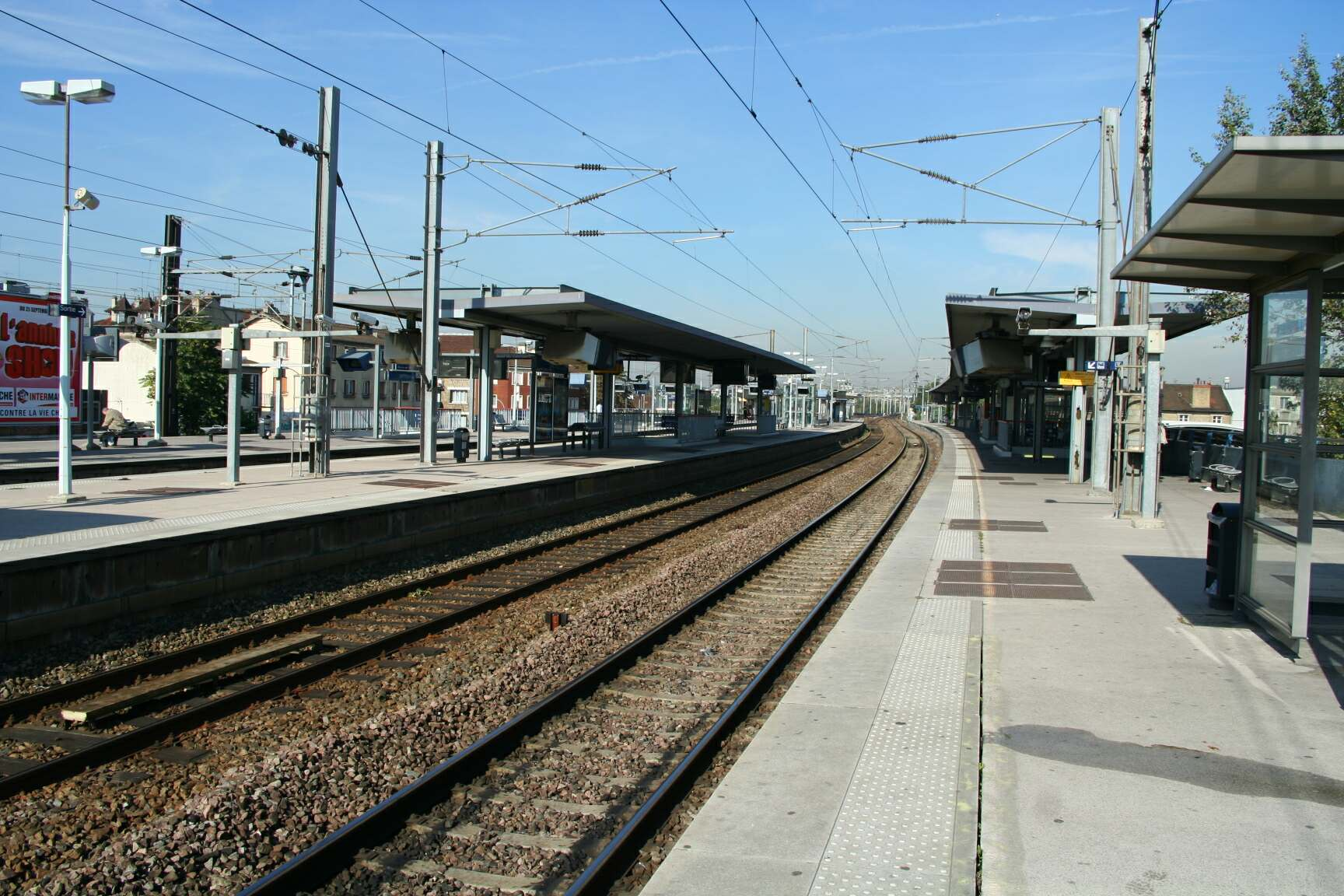
La gare de Sartrouville, située sur l'itinéraire du prolongement. (Ici, en septembre 2007).

Le 27 mars 2008, la région Île-de-France vote un budget de 1,5 million d'euros (sur les 3 millions d'euros nécessaires) pour lancer les études de prolongement vers La Défense (création d'un tunnel), le raccordement au réseau Transilien Paris Saint-Lazare ainsi que les possibilités de financement des travaux, estimés à 1,4 milliard d'euros. À cette date, la mise en service du prolongement était toujours envisagée à horizon 2030, mais l'EPAD plaidait pour une arrivée plus rapide, en manifestant son intention d'aider à trouver des financements. Dans le magazine Esplanade no 7 de juin 2008, l'EPAD (dont le Président était également président du conseil général des Hauts-de-Seine) annonce être prêt à mettre 300 millions d'euros sur la table pour financer l'arrivée du RER E à La Défense à l'horizon 2020. Néanmoins, la répartition de ces sommes selon leur provenance n'était pas connue.
En octobre 2008, la région Île-de-France informe les Franciliens que « Le plan de mobilisation proposé par la Région permet d’envisager l’accélération des travaux pour une mise en service de Saint-Lazare/La Défense en 2020 ».
Le 19 janvier 2009, Jean-Paul Huchon annonce que le prolongement de la ligne vers la Défense et Mantes-la-Jolie aura lieu dans les quatre à cinq ans.
Le 21 janvier 2009, un comité de pilotage, réunissant le STIF, la Région, l'État, la SNCF et RFF, examine l'avancement des études, et le STIF affirme son intention de saisir la commission nationale du débat public fin 2009. À ce stade, l'État ne semble pas encore s'engager suffisamment fermement en faveur de ce projet, dont les retards sont dénoncés notamment par le député-maire de Courbevoie, Jacques Kossowski, lors d'un échange avec Hubert Falco, secrétaire d’État chargé de l’aménagement du territoire, le 27 janvier 2009 à l'Assemblée nationale.
Cependant, le 6 avril 2009, Dominique Bussereau annonce à Caen un engagement fort de l'État en faveur d'un autre projet qui influence directement le projet de prolongement du RER E vers Mantes : quatre milliards seraient consacrés à créer une ligne nouvelle, d'ici 2020, sur le parcours Mantes - Nanterre. Les trains normands passeraient par une ligne nouvelle qui leur serait dédiée, leur faisant gagner à la fois en temps de trajet et en régularité, et qui permettrait de simplifier la circulation des trains régionaux sur la section Poissy, Achères - Grand-Cormier, Maisons-Laffitte, Sartrouville, Houilles - Carrières-sur-Seine, Nanterre, sur laquelle cohabitent des trains omnibus (au moins partiellement) et des trains directs.
Le 30 juin 2009, dans un discours que Nicolas Sarkozy prononce à La Défense, il apparaît que l'État soutiendra financièrement le projet de prolongement du RER E (sans que soit précisé si cet appui prendra la forme d'une aide directe de l'État ou de l'autorisation de la création de nouvelles recettes fiscales pour la Région) et que des aménagements législatifs devraient permettre de raccourcir les procédures administratives.
À ce stade, le tracé qui semble désormais retenu consiste en un tunnel direct entre Haussmann - Saint-Lazare et La Défense avec une gare intermédiaire au niveau de la porte Maillot, une gare sous le CNIT, et un prolongement vers Mantes-la-Jolie. Mais le sort du prolongement vers Mantes dépend largement, pour la fréquence, de la réalisation de la ligne nouvelle entre Mantes et Nanterre vers laquelle les trains normands seraient redirigés.

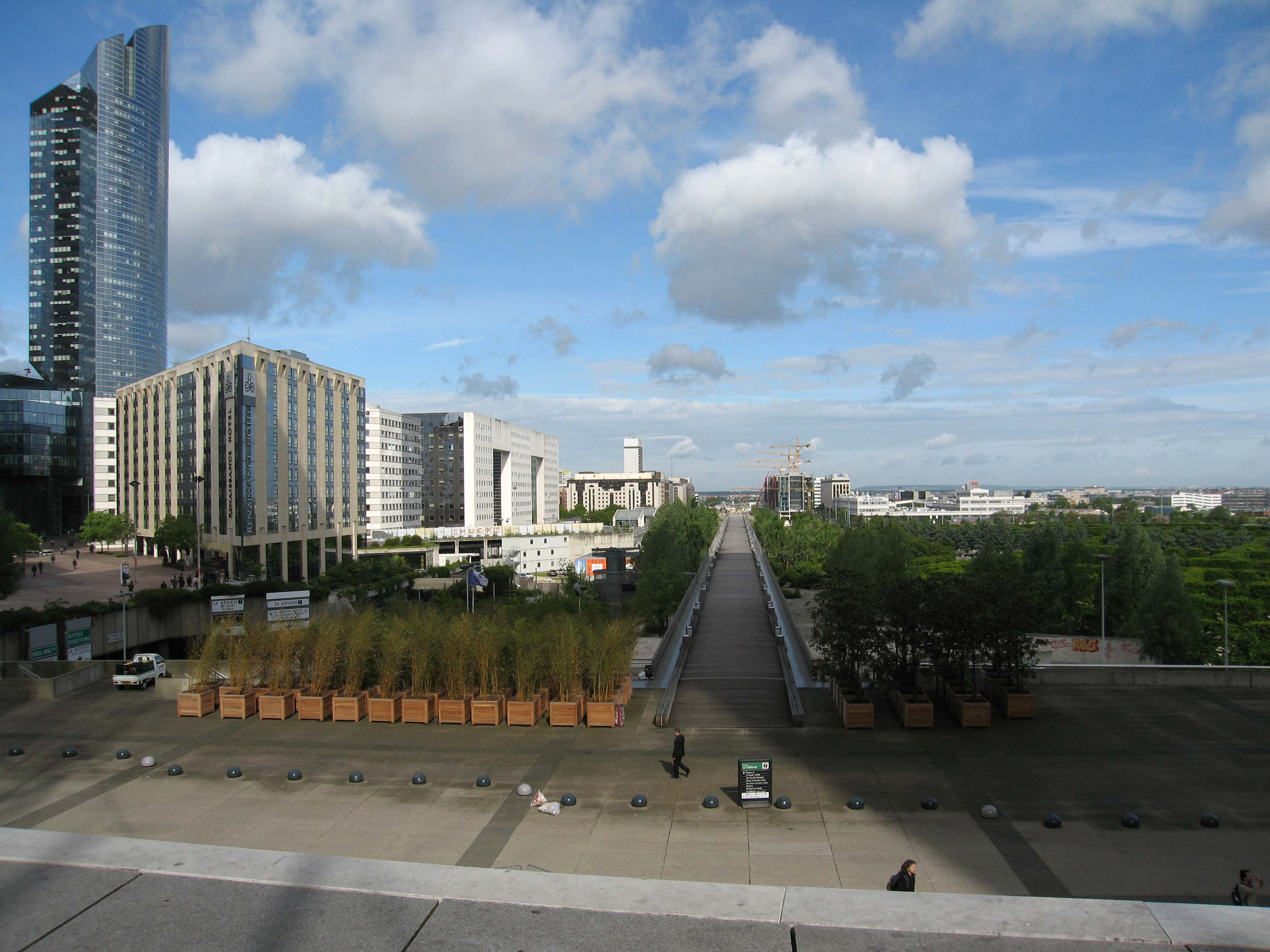
Vue depuis l'arche de la Défense en direction de Nanterre, en 2006.

Les études confirment que le tracé retenu présente des avantages : il est plus court que celui qui (à supposer qu'il eut été techniquement réalisable) aurait consisté à reprendre, sous La Défense et plus précisément sous le centre commercial des Quatre Temps, les emprises du tunnel et de la station Élysées - La Défense, car le prolongement du RER E doit sortir à la Défense ouest par la gare de Nanterre-La Folie. La zone de La Folie est peu contraignante (moins que les Batignolles ne l'auraient été) pour l'émergence d'un tunnel, et est suffisamment grande pour constituer un terminus partiel (voire pour accueillir d'autres trains). Elle constitue également un point d'intérêt majeur pour l'EPA Seine-Arche (EPASA) qui nourrit des ambitions d'urbanisme importantes pour le secteur La Folie - Les Groues, à l'ouest de l'arche de la Défense sur le territoire de Nanterre. La gare sous le CNIT permet par ailleurs d'envisager des correspondances facilitées avec les autres moyens de transport.
Le 22 octobre 2009, on apprend que, si les études préliminaires ont permis au comité de pilotage sur le prolongement du RER E de retenir le principe d'un parcours en tunnel jusqu'à une gare située sous le CNIT, deux options restent néanmoins à envisager. La première option reprend l'idée évoquée jusqu'alors de prévoir un arrêt à la porte Maillot, offrant une correspondance avec le RER C et la ligne 1 du métro. La seconde option consiste à ne pas réaliser cet arrêt, pour une durée de trajet raccourcie (6 minutes au lieu de 7 minutes 50 entre Saint-Lazare et La Défense) et un prix diminué (de 200 à 250 millions d'euros – estimation – pour la gare de Porte Maillot) mais au risque, sans doute, d'une saturation renforcée, notamment sur la partie ouest de la ligne 1 du métro.

### Le débat public
Le 9 décembre 2009, le conseil d'administration du STIF vote favorablement le dossier d'objectifs et de caractéristiques principales (DOCP) qui lui est présenté. Le STIF a saisi la Commission nationale du débat public (CNDP) le 18 décembre 2009 et informe le public des enjeux du débat public.
Le projet inscrit au DOCP ne prévoit pas, pour le moment, la reprise par le RER E de la branche Poissy du RER A. À l'heure de pointe du matin, la gare de Poissy sera desservie, chaque heure, par quatre à six trains du RER E et par six autres trains, qui pourraient être soit ceux du RER A, soit ceux affectés au groupe III du réseau Transilien Paris Saint-Lazare. La seconde solution, même si elle permet d'atteindre l'objectif de simplification du plan de circulation du RER A (et du Transilien), n'a pas que des avantages. Elle permettrait de rediriger les six trains du RER A par heure de la branche Poissy vers la branche Cergy, mais aurait alors comme contrepartie la suppression des six trains par heure desservant Cergy par le groupe III du réseau Transilien Paris Saint-Lazare (imposant dans certains cas une correspondance alors qu'une relation directe existe aujourd'hui). La nouvelle desserte de Poissy par les trains du RER E et ceux du réseau Transilien (susceptibles d'être omnibus) pourrait se révéler, dans certains cas, moins pratique et moins rapide.
Le 27 janvier 2010, l'EPAMSA, l'EPAD, l'EPASA et RFF annoncent qu'ils ont signé un protocole de partenariat relatif aux études de mise en œuvre du prolongement du RER E vers l'ouest.
Le 3 février 2010, au vu de l'importance des enjeux du prolongement, la Commission nationale du débat public (CNDP) décide d'organiser un débat public.
En août 2010 est publié le dossier de présentation du maître d'ouvrage. Ce dernier présente les différentes variantes de tracés et d'implantations de gares qui ont été étudiées pour le prolongement de la ligne depuis la gare terminus actuelle Haussmann - Saint-Lazare, jusqu'à Mantes-la-Jolie. Il comporte également trois hypothèses de tunnel entre Haussmann - Saint-Lazare et La Défense : un tracé suivant l’avenue des Ternes sans gare intermédiaire, un autre desservant une gare intermédiaire basée à Porte Maillot (Métro ligne 1, RER C), et un dernier desservant une gare intermédiaire basée cette fois-ci à Porte de Clichy (Métro ligne 14 prolongée, Métro ligne 13, RER C). Il comporte trois variantes de gare à La Défense en plus de la création de la gare de Nanterre-La Folie (une gare située sous le CNIT, sous le boulevard circulaire à Courbevoie ou sous l'avenue Gambetta à Courbevoie) et trois variantes de raccordement de la voie nouvelle à Nanterre à la ligne Paris - Le Havre (raccordement par le biais d'un saut-de-mouton, situé au niveau du pont de Rouen ou au niveau de la Seine, ou par le biais d'un terrier (tunnel), passant sous les voies ferrées et l'autoroute A 86).

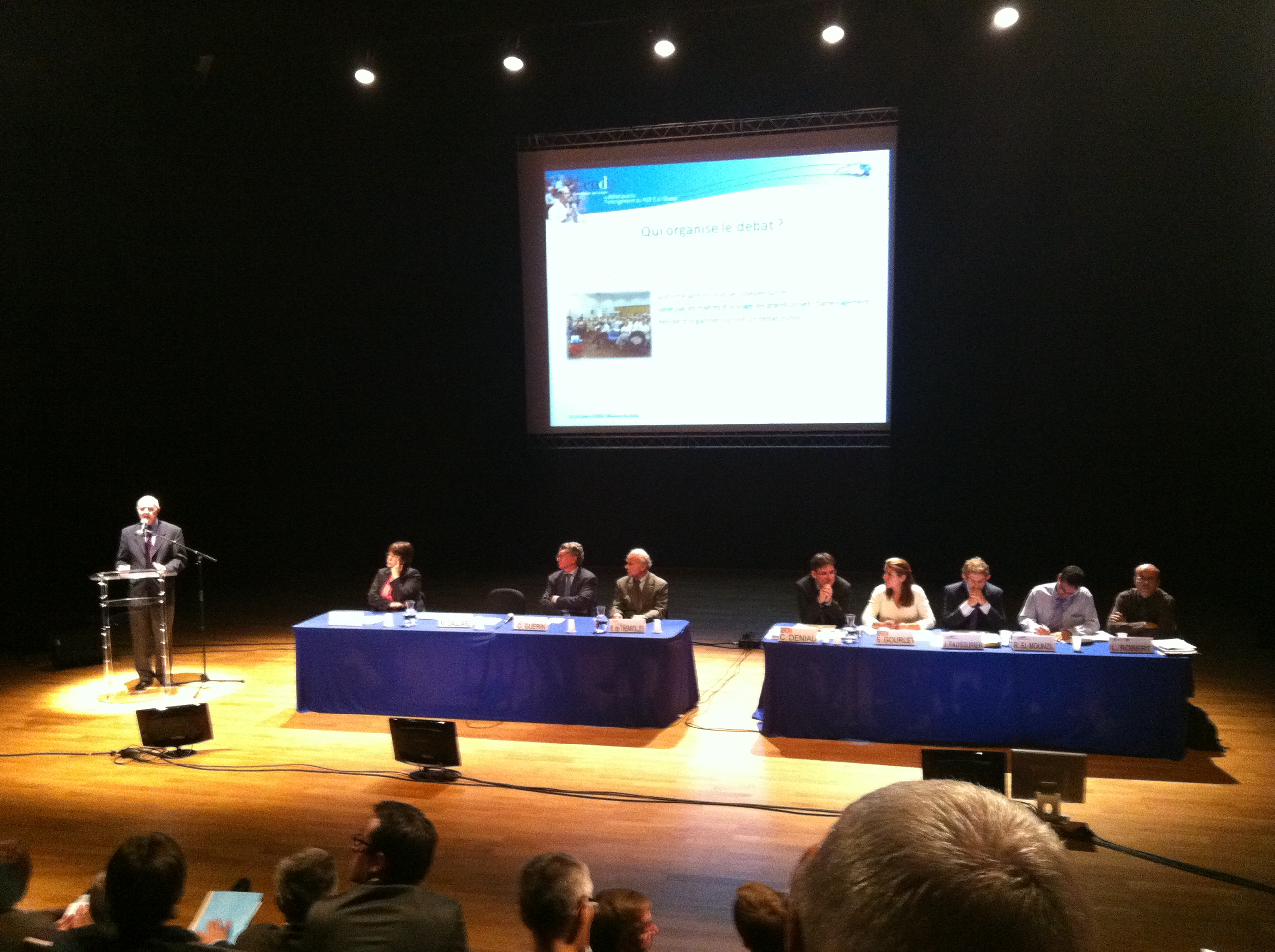
Réunion du débat public à Mantes-la-Jolie, le 12 octobre 2010.

Du 1er octobre 2010 au 19 décembre 2010, porté conjointement par le STIF et RFF, le débat public eut lieu. Mené par la commission particulière du débat public (CPDP) présidé par Michel Gaillard, il se décomposait en dix réunions publiques effectuées dans différentes villes concernées par le projet : Paris, Mantes-la-Jolie, La Défense, Poissy, Houilles, Nanterre et Les Mureaux. Durant son déroulement, un nombre important de cahiers d’acteurs (48) ont été rédigés par des collectivités, des associations, des acteurs économiques.
En octobre 2010, dans le cadre du débat public, la Communauté d'agglomération de Cergy-Pontoise apporte sa contribution. Elle propose la création d'une gare nouvelle dans le secteur d’Achères mettant Eole en correspondance avec la branche Cergy du RER A et la Tangentielle Ouest, pour permettre l’accès du Mantois vers Cergy-Pontoise. Le 13 décembre 2010, la ville d'Achères apporte également sa contribution au débat public, en soutenant le projet porté par Cergy-Pontoise. Néanmoins, Achères souhaiterait en plus, si possible, une correspondance avec la future ligne nouvelle Paris - Normandie.
Sur un plan plus général, le projet mis au débat a été largement soutenu et approuvé. Il y a eu néanmoins des critiques résultant d'attentes qui n’étaient pas satisfaites par le projet présenté. Le projet suscite des débats et un intérêt au-delà du territoire immédiatement concerné, c’est-à-dire entre Haussmann - Saint-Lazare et Mantes-la-Jolie, la Normandie et la partie est de l’Île-de-France étant aussi concernées. Concernant le choix du tracé et des gares, il est très clairement ressorti que le tracé par la porte Maillot, avec un arrêt à cet endroit, était largement plébiscité. Il y eut également quelques prises de position en faveur du tracé passant par Clichy, notamment de la part de la mairie de Clichy. La gare à La Défense n'a pas été un sujet extrêmement débattu, mais l’emplacement du CNIT est apparu comme l’emplacement souhaité, en raison de sa proximité avec le pôle multimodal. La localisation de la gare nanterrienne a, quant à elle, suscité un débat, surtout animé par la ville de Nanterre et les associations nanterriennes.
La Commission a également relevé des interrogations et des critiques sur la desserte, en premier lieu, sur l’absence d’arrêt dans la boucle de Montesson. Ce fut l’objet de nombreux cahiers d’acteurs et d’échanges, notamment à Houilles. Cette question était souvent associée au maillage avec les Tangentielles projetées (Nord et Ouest), source des interrogations des maires de Sartrouville et d'Achères. Elle a aussi recueilli des inquiétudes sur la qualité de l’exploitation projetée, presque exclusivement en raison du partage des voies projeté avec les trains normands, sur l'allongement des temps de trajet, surtout dans les communes situées entre Mantes et Poissy, ainsi que sur la décharge du RER A. D'autres furent également exprimées sur le régime d'exploitation dans les branches des trains, sur l’accessibilité des personnes à mobilité réduite, sur les contraintes et impacts des nuisances sonores, sur la compatibilité entre bon déroulement du chantier et maintien du service ainsi que sur l’échéance de mise en service du projet, jugée par les acteurs économiques, notamment de La Défense, redoutablement lointaine, compte tenu de leurs perspectives de développement des emplois. La Commission retient enfin qu'à la périphérie du projet, trois points doivent mériter d’être soulignés : la qualité du service, la desserte de l’Est francilien et la forte attente du public à avoir une présentation synthétique, globale, cohérente de l’ensemble des projets de transport en Île-de-France.
Le 18 novembre 2010, lors d'une réunion organisée à La Défense dans le cadre des débats publics sur le prolongement du RER E, d'Arc Express et du Grand Paris, on apprend que le STIF souhaiterait faire passer le CDG Express remanié dans le tunnel d'Eole avec des arrêts envisagés dans les gares suivantes : La Défense (32 minutes pour Roissy), Porte Maillot, Haussmann - Saint-Lazare, Magenta, puis (hors voies du RER E) Stade de France et Le Bourget. Néanmoins, selon des informations relayées par la presse en avril 2011, ce projet pourrait ne jamais voir le jour en raison de son coût jugé trop élevé, de son tracé loin des quartiers d'affaires de la capitale et de la concurrence du projet Grand Paris Express.

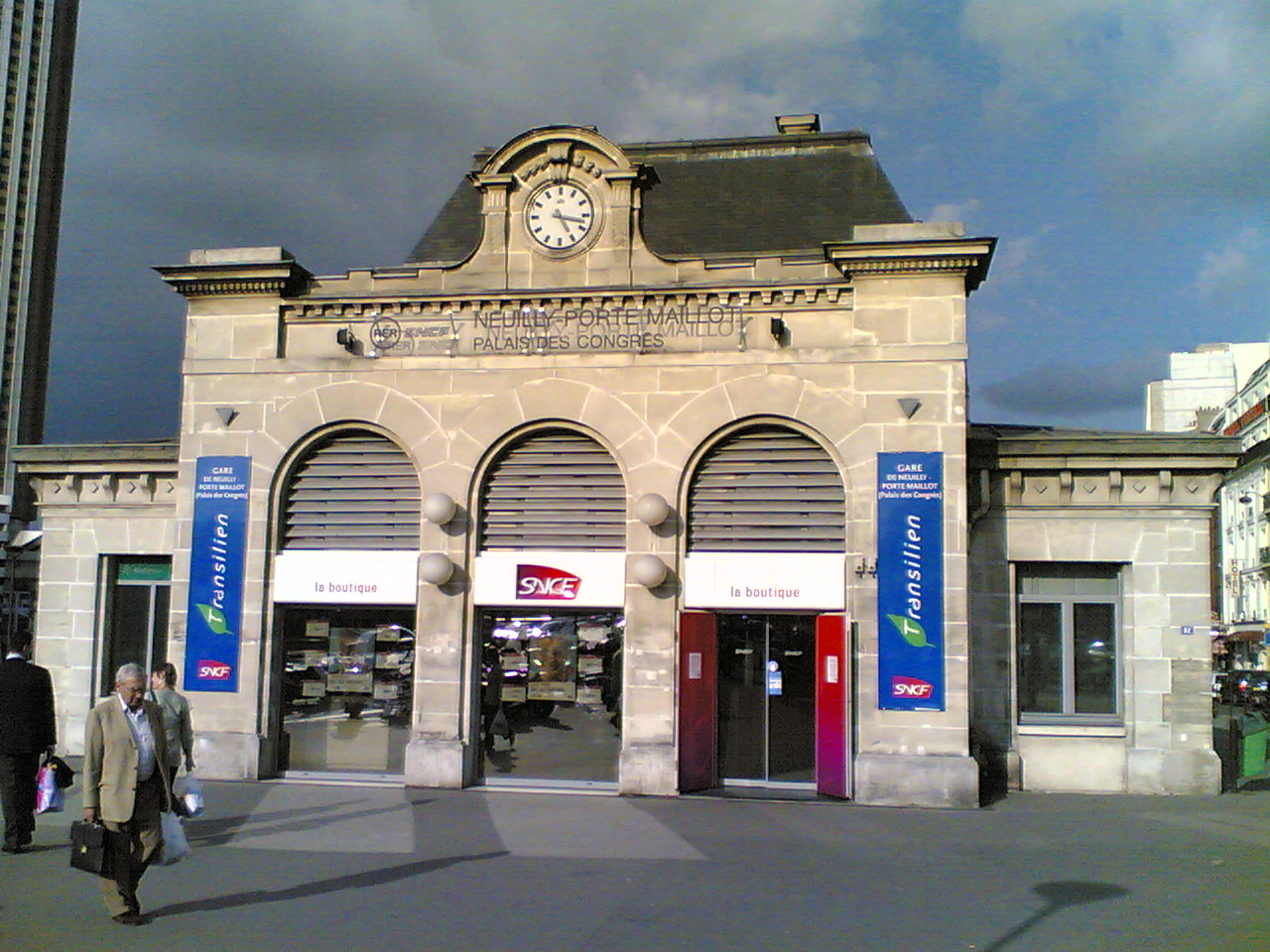
Le bâtiment voyageurs de la gare RER C de Neuilly - Porte Maillot, en septembre 2006.

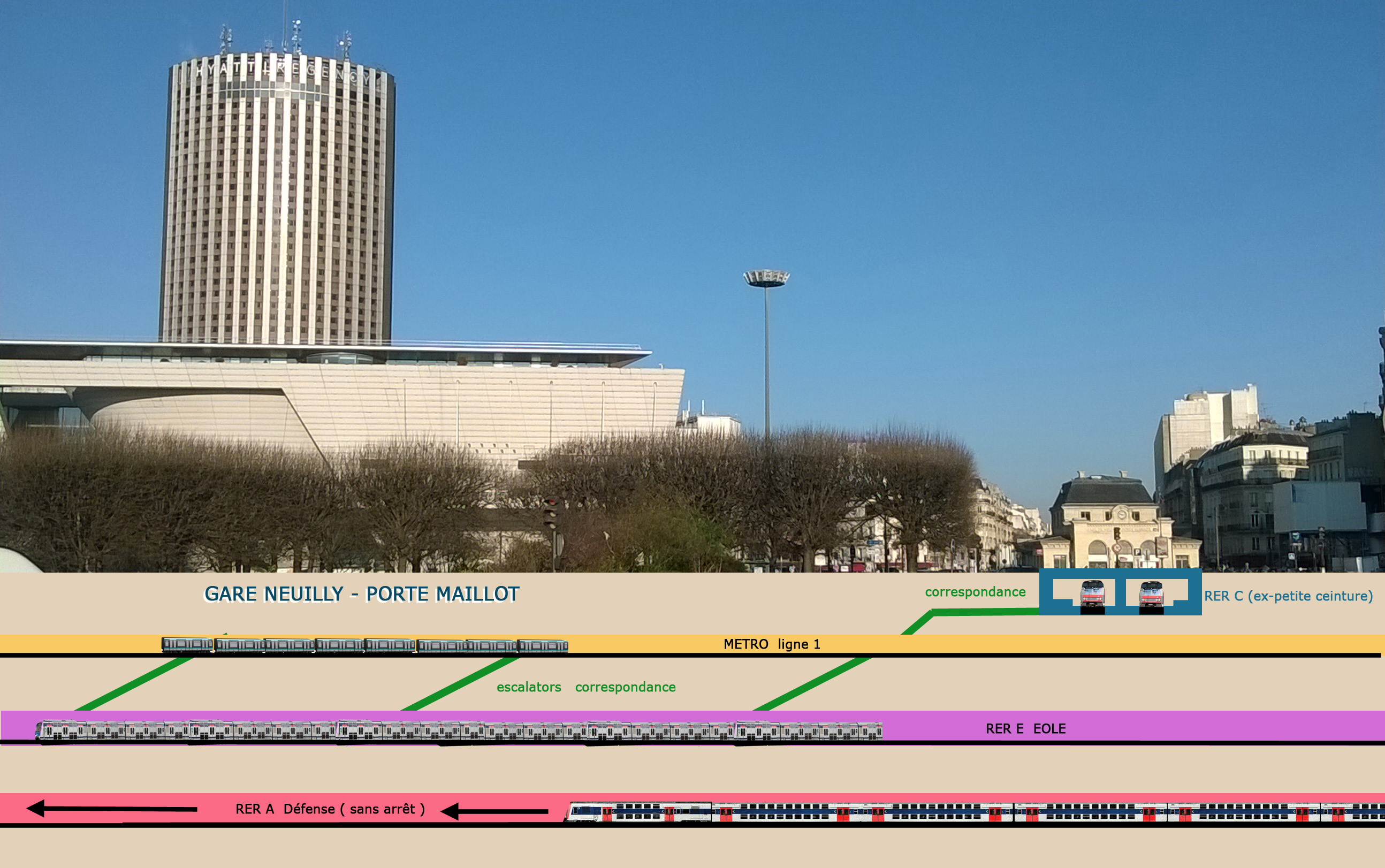
Coupe longitudinale du projet de gare RER E de Neuilly - Porte-Maillot.

Le 16 décembre 2010, la Commission publie un compte rendu de la réunion de clôture du débat public à la porte Maillot. Le 7 février 2011, la Commission publie le compte rendu du débat public.
En conclusion, le débat public aura permis de trancher en faveur d'un projet de ligne nouvelle desservant le pôle de la porte Maillot, afin de favoriser le maillage avec le réseau de transport existant, et le centre d'affaires de La Défense par le biais d'une gare nouvelle basée sous le CNIT, afin d'optimiser les échanges dans le pôle de transport et de favoriser la décharge du RER A. La solution du saut-de-mouton situé au niveau de la Seine, pour assurer le raccordement de la voie nouvelle à la ligne Paris - Le Havre, a été préférée, afin de favoriser l'insertion urbaine de l'ouvrage. Enfin, les trains du RER E ne seront pas en correspondance avec ceux du RER A en direction de Cergy-le-Haut.
Le 9 février 2011, le STIF réagit par un communiqué confirmant la poursuite des études sur la base d'un passage d'Eole par la porte Maillot.

### L'enquête publique
Lors de son conseil d'administration du 7 décembre 2011, le Syndicat des transports d'Île-de-France a approuvé le schéma de principe relatif au prolongement de la ligne à l'ouest, permettant ainsi à Réseau ferré de France de saisir les autorités pour qu'une enquête publique ait lieu du 16 janvier au 18 février 2012. Les études d’avant projet seront engagées dès janvier 2012, et la convention de financement du projet de 86 millions d’euros est à ce jour (décembre 2011) en cours de validation.
Un an plus tard, les préfets de Paris, des Hauts-de-Seine et du Val-d'Oise ont signé le 31 janvier 2013 la déclaration d’utilité publique (DUP) du prolongement du RER E à l'Ouest,.
À la suite de la mobilisation des usagers et des élus locaux, le maître d'ouvrage s’est engagé en février 2013 à assurer un à deux arrêts du RER E dans la boucle de Montesson, à Houilles - Carrières-sur-Seine et / ou à Sartrouville .

## Le projet

Plan général de la ligne après prolongement.

### Présentation

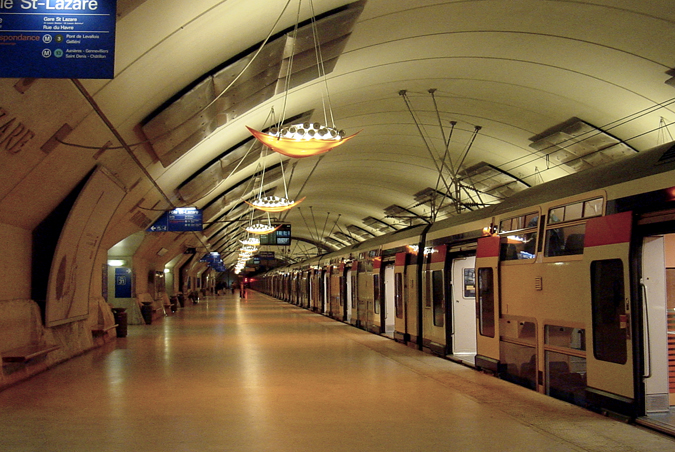
La gare d'Haussmann - Saint-Lazare, gare origine du prolongement envisagé, en juin 2006.

Le projet d'extension de la ligne consiste à réaliser une liaison directe par tunnel entre Haussmann - Saint-Lazare et le secteur de La Défense afin de prolonger la ligne RER E vers l’ouest.
Ce projet majeur a été conçu pour satisfaire aux exigences de déplacements quotidiens en Île-de-France. L'extension doit permettre d’améliorer la desserte de l'opération d'intérêt national Seine-Aval, en régularité, temps de parcours et facilité d’accès aux principaux pôles d’emploi franciliens. Il doit également permettre une augmentation de l’offre de transport entre Poissy et Mantes-la-Jolie, et faciliter les migrations pendulaires des habitants de l’est francilien. L'extension doit aussi améliorer l’accès au pôle des gares Paris-Nord/Paris-Est ainsi qu’à l’aéroport de Roissy depuis la banlieue Ouest, et accompagner le développement des pôles d’emploi parisiens. Il permettra ainsi de structurer la majeure partie des transports de l’ouest parisien ainsi que de nombreux projets d’urbanisme à l’échelle de la région.
La réalisation du projet permettrait le renforcement du maillage des réseaux ferrés franciliens et rendraient les trajets des usagers plus directs, rapides et plus fiables, ainsi que le délestage du RER A, d'environ 10 % à 15 %, dans son tronçon central et par conséquent le soulagement de la gare de Châtelet - Les Halles et du tronçon Gare du Nord – Châtelet - Les-Halles des lignes RER B et RER D. Le projet réalisé délesterait le réseau ferré de la gare Saint-Lazare et améliorerait la ponctualité des trains normands.
Le RER E a également vocation à être interconnecté avec les liaisons ferrées en direction de Seine-Aval, permettant d'augmenter la capacité et la qualité de service sur l’axe Paris - Mantes - Normandie.
Il constitue enfin le préalable nécessaire à l'augmentation des fréquences sur la ligne actuelle, qui sont limitées en raison des contraintes imposées par le retournement des trains en gare d'Haussmann - Saint-Lazare.

### Financement
Le coût prévisionnel du projet est estimé par RFF et SNCF à 3,69 milliards d’euros au stade du Schéma de principe. Le Conseil du STIF demande que ce coût soit réduit d’au moins 15 % au stade de l’avant-projet pour respecter un coût d’objectif de 3,14 milliards d’euros. Ce coût comprend les frais de maîtrise d’ouvrage, de maîtrise d’œuvre ainsi qu’une provision pour aléas (estimée à ce stade préliminaire des études à 15 % du montant global).
La fourchette est établie sur la base d’une série de ratios issus de projets déjà réalisés, et comprend les dépenses de construction de la ligne, des gares et celles de l’ensemble des équipements nécessaires à la circulation des trains (voie, énergie électrique, signalisation…) et à son exploitation (billettique, information voyageurs, sécurité…). Pour ce projet, elle comprend la réalisation d’un tunnel entre Haussmann - Saint-Lazare et La Défense, d'une éventuelle gare intermédiaire, d'une gare sur le secteur de La Défense et à La Folie, des voies de retournement à la future gare Rosa-Parks (ex-Évangile) et à La Folie, des sites de garage des rames. Elle comprend également le renforcement de l’alimentation électrique en fonction des caractéristiques du matériel roulant retenu et le raccordement de la voie nouvelle au réseau Transilien Paris Saint-Lazare. Elle n’intègre pas les acquisitions foncières, ni les éventuels coûts de dépollution des terrains. Elle tient compte des deux hypothèses de réalisation du tunnel (monotube ou bitube) mais exclut les anciennes variantes étudiées : « Porte de Clichy » et « Boulevard Circulaire » à La Défense.
D’autres éléments couplés au projet sont en cours d’évaluation et pourront, suivant les arbitrages des décideurs, être également inclus : le matériel roulant et ateliers de maintenance, le bâtiment voyageurs de la gare de La Folie, la mise en œuvre et en place d’un nouveau système d’exploitation, la mise en accessibilité des gares pour les personnes à mobilité réduite sur la portion de ligne existante, l’abaissement de la hauteur des quais des gares d'Haussmann – Saint-Lazare et de Magenta à 92 centimètres se traduisant par le rehaussement des voies, les protections phoniques, les mesures conservatoires en vue de l’arrivée de la Ligne nouvelle Paris - Normandie (sauf en gare de Mantes-la-Jolie où ces mesures ont déjà été intégrées).
Le 10 septembre 2015, le préfet de région Jean-François Carenco reconnait des difficultés pour boucler le financement de 1,75 milliard d’euros sur six ans, alors que le début des travaux est prévu fin septembre. Si les parts État et Région fixées par le contrat de plan État-région (CPER) 2015-2020 (500 millions) manquent à l'appel au titre de la SNCF et des départements concernés (Paris, Hauts-de-Seine et Yvelines), car le projet risque de dépasser les six ans du CPER, le Préfet voudrait garantir au-delà de cette durée les participations des collectivités locales.
Le problème demeure en janvier 2016. Lors de l'inauguration officielle de la gare Rosa-Parks le 6 février 2016, le Premier ministre, Manuel Valls, annonce le versement par l’État d'une « contribution exceptionnelle » de 500 millions d’euros pour le lancement « dès maintenant » des travaux de prolongement. En pratique, ces 500 millions d'euros sont versés par la société du Grand Paris, en plus du milliard d'euros de contribution, initialement prévu.
Lors du conseil d’administration d'Île-de-France Mobilités du 13 septembre 2022, SNCF Réseau a annoncé ne pas pouvoir tenir les délais pour plusieurs de ses chantiers en Île-de-France, dont celui du prolongement de la ligne E, pour des raisons financières liées à un taux d'inflation de la construction à plus de 11 % et à des surcoûts non financés. SNCF Réseau indique simplement que les délais ne seraient sans doute pas tenus, compte tenu d'un « dérapage financier » sans préciser quelle serait la nouvelle date de mise en service.

## Tracé et gares desservies

Plan de la ligne après extension (phase 1).

Plan de la ligne après extension (phase 2).

### Le tracé du prolongement

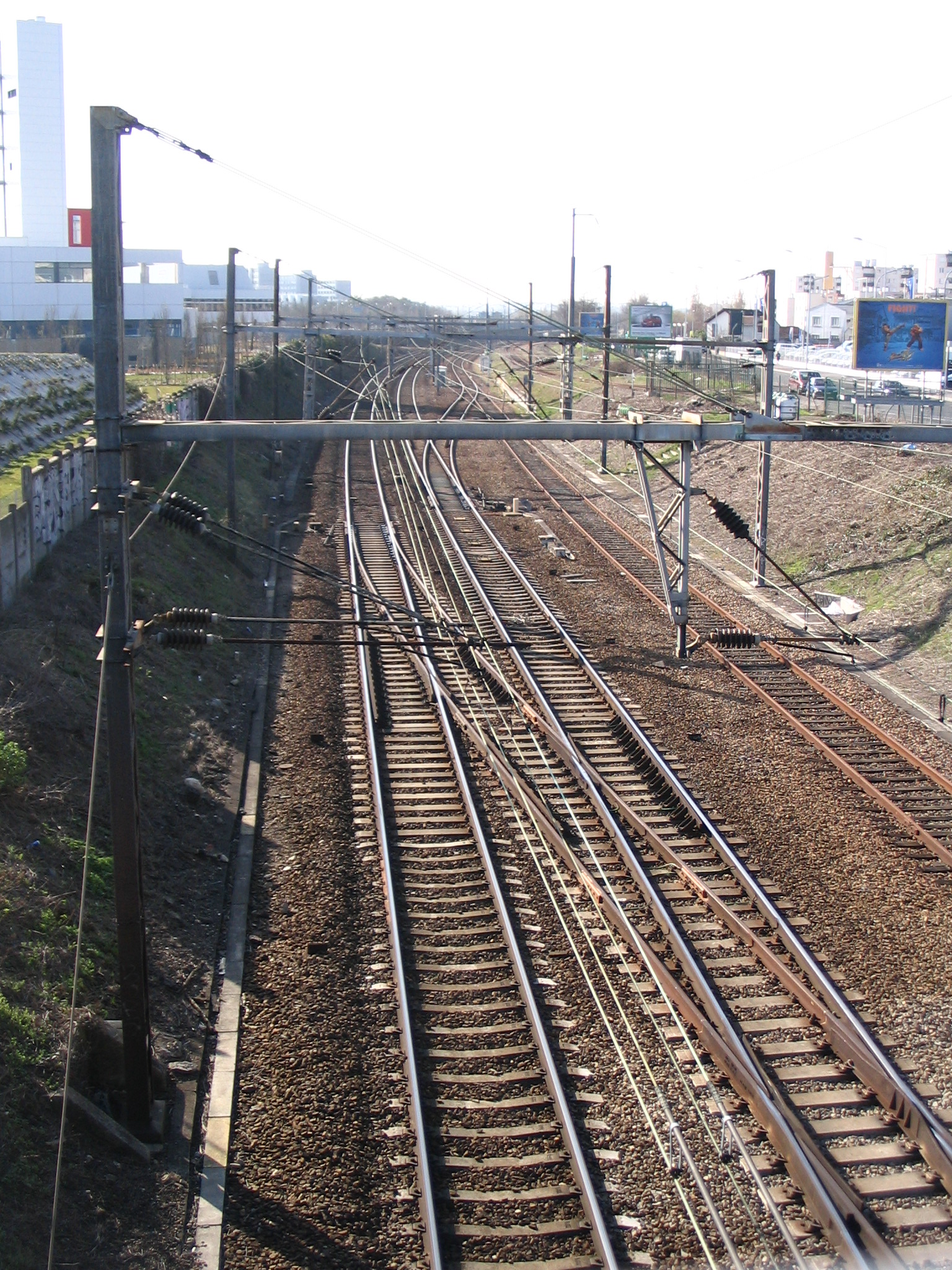
La ligne Paris - Le Havre, entre les gares de La Garenne-Colombes et de Houilles - Carrières-sur-Seine, en mars 2009.

Le prolongement de la ligne E, d'une longueur de 55 kilomètres, débutera dans le prolongement de l’actuelle arrière-gare Haussmann - Saint-Lazare où les deux voies extérieures convergent vers les voies centrales. Les voies longeront ensuite le tracé du RER A, au nord du boulevard Haussmann et de l’avenue de Friedland, pour se placer au nord de l’avenue de la Grande-Armée. Les trains desserviront la gare nouvelle de Porte Maillot.
Ce tracé permet d'avoir un temps de parcours relativement faible entre Haussmann - Saint-Lazare et La Défense tout en desservant porte Maillot, quartier de Paris en développement.
Après la porte Maillot, le tracé continuera au nord de l’avenue Charles-de-Gaulle (RN 13), afin de ne pas interférer avec le projet d'enfouissement de cette voie dans Neuilly-sur-Seine. Eole traversera la Seine pour rejoindre en ligne droite, à Courbevoie, l’intersection entre le boulevard circulaire et la rue Louis-Blanc. Il longera le Boulevard circulaire puis empruntera l’avenue Albert-Gleizes pour passer sous le Centre des nouvelles industries et technologies (CNIT) où sera également implantée la gare nouvelle de La Défense. Ce tracé est celui qui présente le meilleur potentiel pour une réorganisation de la gare La Défense - Grande Arche, favorisant en conséquence une meilleure gestion des flux de voyageurs.
Après la gare de La Défense, le tracé rejoindra la dernière gare nouvelle qui sera située dans le quartier des Groues à Nanterre, en suivant approximativement le boulevard de La Défense. Elle se dénommerait Nanterre-La Folie.
Après la gare de Nanterre-La Folie, le tracé rejoindra les voies existantes du Groupe V (Paris-Saint-Lazare – Poissy – Mantes-la-Jolie), par le biais d'un saut-de-mouton situé au niveau de la Seine. Les trains iront ensuite vers la gare de Mantes-la-Jolie en passant, entre autres, par celle de Poissy.

### Les gares desservies
Le prolongement comportera 13 gares nouvellement desservies. Les trains en direction de Mantes-la-Jolie, pour des raisons d'exploitation, partiront des gares Rosa-Parks ou de Magenta. De ce fait, ils desserviront au total 16 gares dont trois nouvelles (Porte Maillot, La Défense et Nanterre-La Folie) et quatre situées dans Paris intra-muros (Rosa-Parks, Magenta, Haussmann - Saint-Lazare et Porte Maillot). De ces quatre stations parisiennes, les trois premières seront déjà existantes et desservies par le RER E actuel à l'échéance de la mise en service.
Le temps de parcours entre Haussmann - Saint-Lazare et La Défense sera de l'ordre de 8 minutes, le tracé choisi passant par porte Maillot. Entre La Défense et Mantes-la-Jolie, le temps de parcours sera de 46 minutes si le train est semi-direct et de 58 minutes si le train est omnibus entre Mantes-la-Jolie et Poissy.

#### Les gares nouvelles
Le prolongement du RER E desservira entre autres, comme indiqué précédemment, trois nouvelles gares : Porte Maillot, La Défense et Nanterre-La Folie.
Porte Maillot
Une première gare nouvelle est prévue à la porte Maillot. Située en souterrain, entre le terre-plein central de l’avenue de la Grande-Armée et le palais des congrès de Paris, elle permettra d’assurer une correspondance avec le RER C et la ligne 1 du métro. Le creusement d'un tunnel de 6,1 kilomètres et la réalisation de cette gare sont confiés en avril 2016 à un groupement conduit par Bouygues Travaux publics pour 460 millions d'euros.
La Défense
Une seconde gare nouvelle sera implantée au cœur de La Défense sous le Centre des nouvelles industries et technologies (CNIT). Compacte de type monotube, elle sera située 12 mètres sous le dernier niveau de parkings et à environ 140 mètres du pôle d’échanges, afin de favoriser les correspondances entre le RER E et les autres modes de transport, et de permettre une meilleure décharge du RER A.
En fonction de ses caractéristiques de réalisation (altimétrie et dénivelé par rapport au pôle d’échanges, distance par rapport à la gare existante, longueur des couloirs de correspondance, mécanisation des correspondances, localisation des sorties sur le parvis…), la future gare favoriserait également la réorganisation du pôle d’échanges et donc la gestion des flux de voyageurs. En revanche, son implantation sera complexe du point de vue de sa réalisation, compte tenu de son insertion dans un sous-sol occupé par de nombreuses infrastructures. Des études techniques détaillées seront nécessaires en vue de préciser son implantation exacte, si possible au plus proche de la gare existante en vue de limiter les couloirs de correspondance.
Il est déjà acquis que la complexité de l'insertion de cette gare, la nécessité de conserver sous le CNIT une couverture suffisante et la distance de cette gare avec la future gare Nanterre-La Folie impliqueront de retenir sur les 600 derniers mètres avant cette dernière, une rampe de 40 mm/m dérogatoire. Légèrement supérieure au maximum normalement admissible (35 mm/m), cette pente restera néanmoins acceptable pour le matériel roulant, compte tenu de la faible distance. À titre de comparaison, entre les gares de Saint-Michel - Notre-Dame et de Luxembourg, la pente du tunnel du RER B est de 45 mm/m sur 600 mètres. Également, sur la partie orientale du RER E, les trémies au droit de la rue du Maroc présentent une rampe de 28 mm/m et une pente de 40 mm/m, les renseignements techniques (RT) étant annotés pour la déclivité la plus défavorable en cas de secours vers l'extérieur.
Le projet intègre également la réalisation d’une gare terminus en surface, au niveau du raccordement de Puteaux ou de Courbevoie, afin d'accueillir dans un premier temps, un train normand par heure. Cette gare devrait également être mise en correspondance avec le pôle d’échanges de La Défense. Le projet sera étudié en concertation avec l’Établissement public d'aménagement de la Défense Seine Arche (EPADESA). La compatibilité du projet de prolongement du RER E à l’ouest avec la réalisation d’une gare TGV souterraine également dans le secteur de La Défense devra aussi être prise en compte.
Nanterre-La Folie

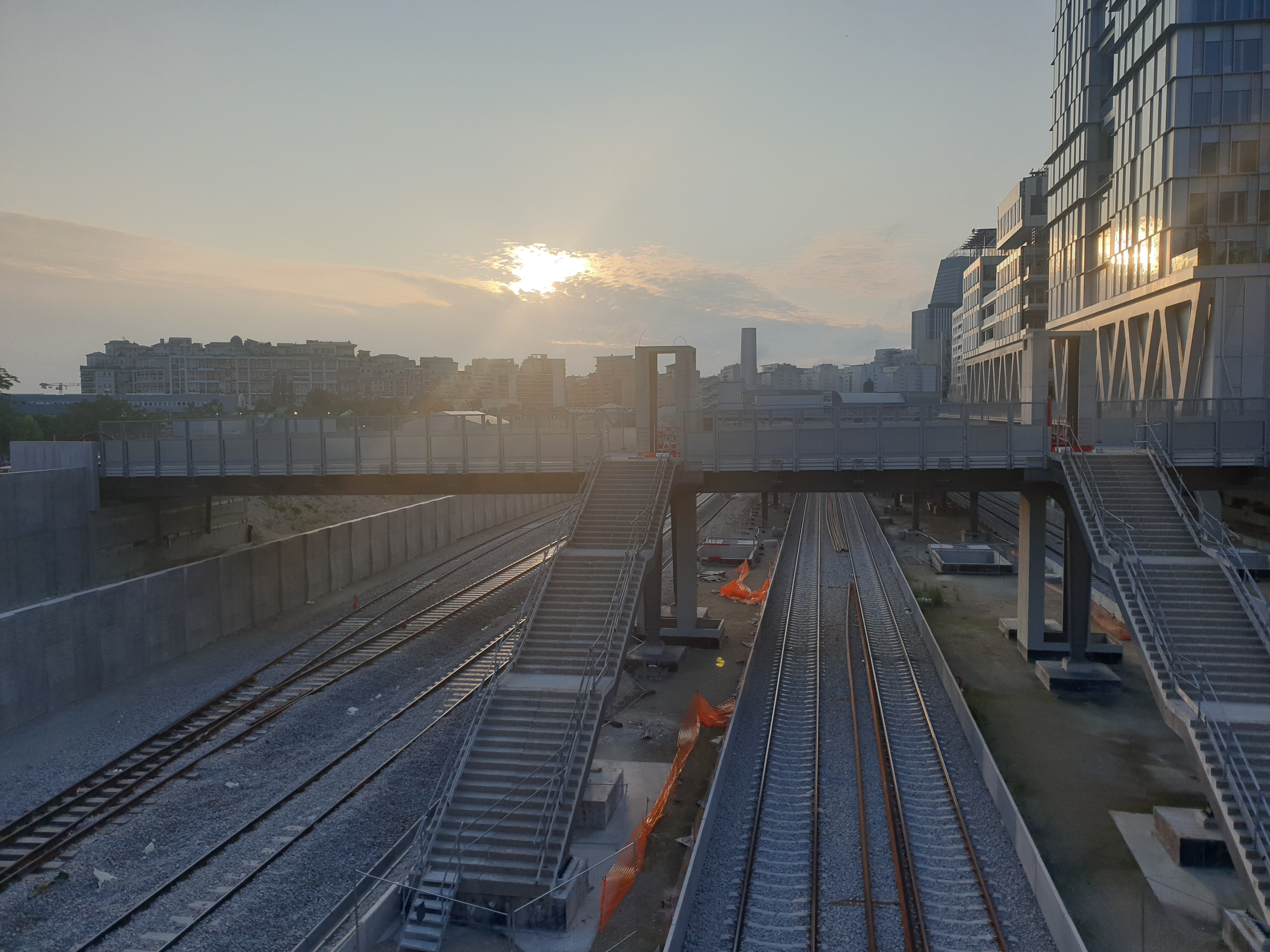
La gare de Nanterre-La Folie, en construction, en août 2021.

Une dernière gare nouvelle sera implantée en surface, dans le quartier des Groues à Nanterre. Dénommée Nanterre-La Folie, elle sera basée trois mètres en dessous du niveau des voies existantes afin de pouvoir réaliser la trémie de l’entrée du tunnel en dehors du réseau routier. En avril 2016, SNCF Réseau attribue le marché de cette gare et des tunnels adjacents à un groupement conduit par Vinci Construction France pour un montant de 496 millions d'euros.
Nanterre-La Folie jouera à la fois le rôle de gare de passage, pour la mission nouvelle ouest-parisienne (Mantes-la-Jolie – Magenta – Rosa-Parks) et celui de gare terminus pour les missions qui, avant le prolongement, aboutissent à Haussmann - Saint-Lazare (Haussmann - Saint-Lazare – Chelles - Gournay / Villiers-sur-Marne - Le Plessis-Trévise – Tournan). Pour ce faire, elle comportera quatre quais longs de 225 mètres, dont deux quais latéraux de six mètres de large et deux quais centraux de dix mètres de large. Pour aménager la nouvelle gare, les voies ferrées actuelles devront être déposées.
La gare de Nanterre-La Folie comptera, en plus, des voies permettant le retournement des trains provenant de l'Est dont elle sera le terminus. Situées directement après la gare, en direction du raccordement au Groupe V de Paris Saint-Lazare (Paris-Saint-Lazare – Poissy – Mantes-la-Jolie), elles seront positionnées entre les deux voies principales afin de limiter le plus possible les contraintes d’exploitation. De plus, afin d'optimiser les temps de retournement, un « glissement de conducteurs » sera mis en œuvre. Les voies de retournement seront au nombre de quatre afin d'assurer un développement possible de l'offre de transport. Elles permettront ainsi au maximum le retournement de vingt trains par heure.

#### Liste des gares
Les gares desservies par les futurs trains en direction de Mantes-la-Jolie seront les suivantes :
|  |  |   |  |  | Gare                                       | Zone | Communes                         | Correspondances |
|  |  | - |  |  | ------------------------------------------ | ---- | -------------------------------- | --- |
|  |  | • |  |  | Rosa-Parks                                 | 1    | Paris 19e                        | existant : envisagé : |
|  |  | • |  |  | Magenta Gare du Nord                       | 1    | Paris 10e                        | (Gare du Nord) (La Chapelle, à distance) (Gare de l'Est, par la voie publique) (Paris-Nord) (Paris-Est, par la voie publique) Grandes lignes (Paris-Nord et, par la voie publique, Paris-Est) |
|  |  | • |  |  | Haussmann - Saint-Lazare                   | 1    | Paris 9e                         | (Saint-Lazare) (Havre - Caumartin) (Auber) (Paris-Saint-Lazare) Grandes lignes (Paris-Saint-Lazare)                                                                                           |
|  |  | • |  |  | Neuilly - Porte Maillot Palais des Congrès | 1    | Paris 17e                        | (Porte Maillot) |
|  |  | • |  |  | La Défense Grande Arche                    | 3    | Puteaux, Courbevoie              | existant : envisagé : |
|  |  | • |  |  | Nanterre-La Folie                          | 3    | Nanterre                         | existant : (Nanterre-Préfecture, à distance) envisagé : |
|  |  | • |  |  | Houilles - Carrières-sur-Seine             | 4    | Houilles                         | (RER) · (A) · Transilien · Ligne L du Transilien |
|  |  | • |  |  | Poissy                                     | 5    | Poissy                           | existant : envisagé : |
|  |  | • |  |  | Villennes-sur-Seine                        | 5    | Villennes-sur-Seine              | |
|  |  | • |  |  | Vernouillet - Verneuil                     | 5    | Verneuil-sur-Seine               | |
|  |  | • |  |  | Les Clairières de Verneuil                 | 5    | Verneuil-sur-Seine               | |
|  |  | • |  |  | Les Mureaux                                | 5    | Les Mureaux                      | |
|  |  | • |  |  | Aubergenville-Élisabethville               | 5    | Aubergenville                    | |
|  |  | • |  |  | Épône - Mézières                           | 5    | Épône, Mézières-sur-Seine        | Transilien · Ligne N du Transilien |
|  |  | • |  |  | Mantes-Station                             | 5    | Mantes-la-Jolie, Mantes-la-Ville | |
|  |  | ■ |  |  | Mantes-la-Jolie                            | 5    | Mantes-la-Jolie, Mantes-la-Ville | Grandes lignes |

(Les gares en gras servent de départ ou de terminus à certaines missions)

### Trafic escompté
En 2010, à l’heure de pointe du matin, 42 700 personnes empruntent le RER E et 8 100 personnes, la ligne J (Paris-Saint-Lazare – Poissy – Mantes), soit un total de 50 800 personnes.
Lorsque le prolongement sera réalisé, le RER E transporterait sur l’ensemble de la ligne 20 000 personnes de plus à l’heure de pointe du matin, soit une augmentation de 33 %. À défaut, la fréquentation de ces deux lignes à la même heure serait respectivement de 49 000 et 9 000 utilisateurs, soit 58 000 personnes au total.

## Exploitation

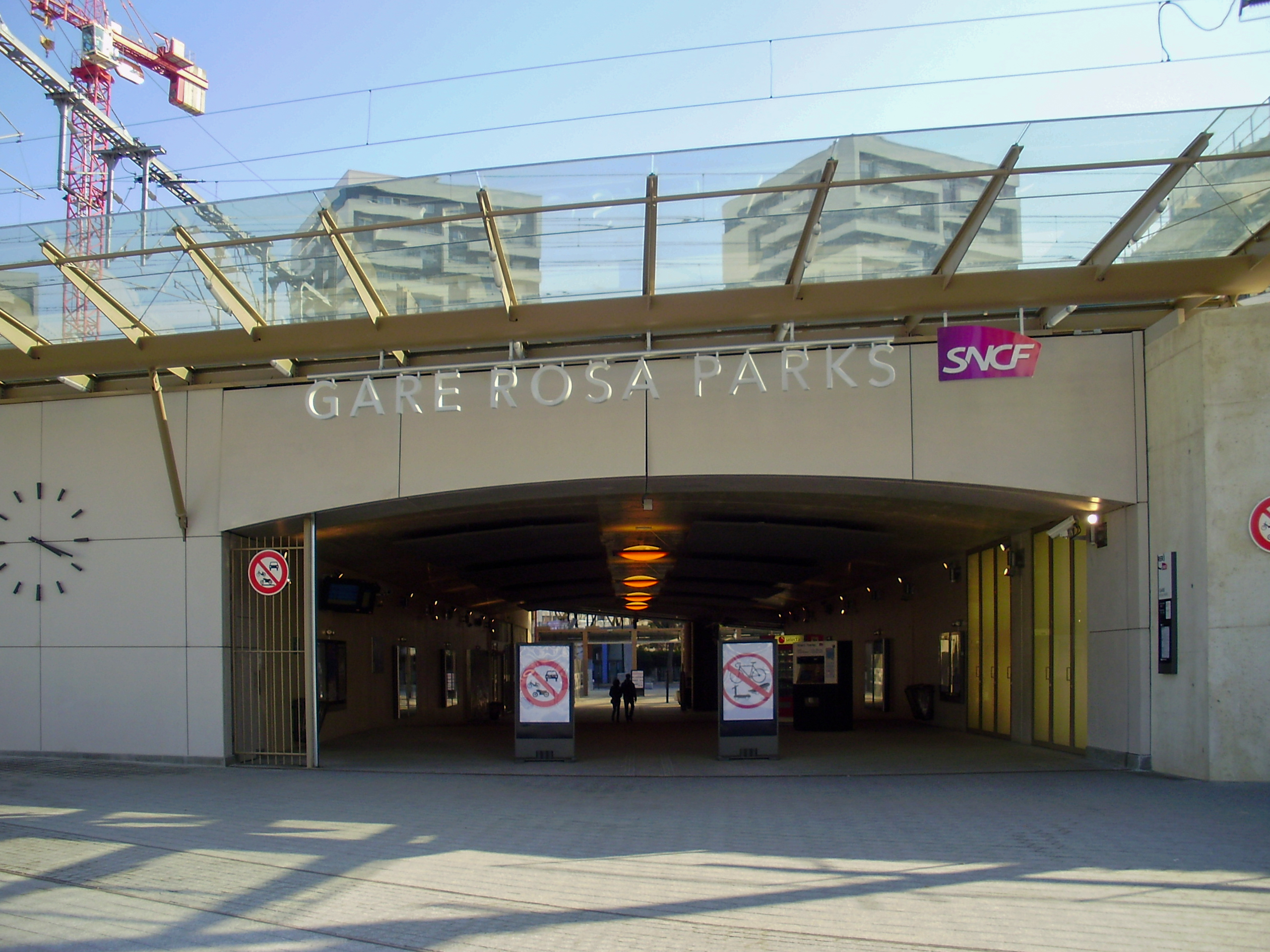
La gare de Rosa Parks deviendra, quand le prolongement sera réalisé, le terminus des missions provenant de Mantes-la-Jolie.

L'exploitation de la ligne E prolongée à l'ouest a été envisagée de manière à constituer une liaison de forte capacité entre le centre de Paris et La Défense, attractive par rapport au RER A, et à rendre les trains plus fréquents entre Paris et Mantes aux heures de pointe et mieux adaptés aux besoins de desserte locale en Seine-Aval. Elle rendra également possible, le cas échéant, une augmentation des fréquences sur les branches Est de la ligne, aux heures de pointe.

### Schémas de desserte retenus

#### Mai - Décembre 2024: les navettes
La mise en service du prolongement sera « progressive » avec un schéma de desserte retenu du lundi 6 mai 2024 au samedi 14 décembre 2024, sous « forme de navette entre Magenta et Nanterre-la-Folie » de 10 h à 16 h en semaine et de 10 h à 20 h le week-end d'après un document interne à Île-de-France Mobilités. L'offre sera adaptée pendant les Jeux olympiques et paralympiques de 2024 à Paris.

#### Décembre 2024 - Horizon 2026: le prolongement
L'ouverture complète jusqu'à Nanterre-La Folie sera effective le dimanche 15 décembre 2024. En heure de pointe, l'offre actuelle sera maintenue avec 16 trains par heure et 10 trains par heure en heure creuse, trains tous prolongés jusqu'à Nanterre :
Dans le sens de la pointe (matin vers Paris, soir vers banlieue), en heures de pointe, l'offre de transport comprendra :
- une mission Nanterre - La Folie ⥋ Chelles - Gournay toutes les 7 à 8 minutes, omnibus sur la totalité du parcours ;
- une mission Nanterre - La Folie ⥋ Villiers-sur-Marne tous les quarts d'heure, omnibus sur la totalité du parcours ;
- une mission Nanterre - La Folie ⥋ Tournan tous les quarts d'heure. Ces trains desserviront toutes les gares de Nanterre - La Folie à Rosa-Parks puis Val de Fontenay et toutes les gares de Villiers-sur-Marne à Tournan.

Du lundi au vendredi, entre la pointe de matinée et la pointe de soirée ainsi que les samedis, dimanches et fêtes, l'offre de transport comprendra :
- un aller-retour Nanterre - La Folie ⥋ Chelles - Gournay tous les quarts d'heure, omnibus sur la totalité du parcours ;
- un aller-retour Nanterre - La Folie ⥋ Villiers-sur-Marne tous les quarts d'heure, omnibus sur la totalité du parcours ;
- un aller-retour Nanterre - La Folie ⥋ Tournan toutes les demi-heures en desservant toutes les gares de Nanterre - La Folie à Noisy-le-Sec, Val de Fontenay puis toutes les gares de Villiers-sur-Marne à Tournan.

#### Horizon 2026: le recouvrement

##### Le système du recouvrement
Le schéma de desserte définitif de la partie ouest du RER E, qui a été établi à partir d’études sur les besoins actuels et futurs de déplacements dans le périmètre d’attraction du projet, entrera en application. Par ce biais, les gares à desservir ont pu être identifiées ainsi que leurs modalités de desserte définies (nombre de trains aux heures de pointe). Il a également été établi en prenant en compte le partage de voies ferrées nécessaire entre Eole et les autres circulations (trains normands, fret).
Tirant les conséquences de l'exploitation actuelle des lignes de RER, l’exploitation de la « ligne E prolongée » reposera sur un système en recouvrement : les trains en provenance de Mantes-la-Jolie (six trains par heure) auraient pour terminus Magenta ou Rosa-Parks et les trains en provenance de Chelles - Gournay (huit trains par heure), Villiers-sur-Marne - Le Plessis-Trévise (quatre trains par heure) et Tournan (quatre trains par heure) auraient pour terminus Nanterre-La Folie. Le tronçon commun entre Nanterre et Magenta ou Rosa-Parks serait alors desservi par vingt-deux trains par heure (soit un train toutes les trois minutes en moyenne), fréquence qui pourra être augmentée en fonction des besoins futurs. En effet, il sera dimensionné pour vingt-huit trains par heure (soit un train presque toutes les deux minutes), voire plus, suivant le système d'exploitation qui sera mis en œuvre.
L’intérêt du système en recouvrement est de favoriser la régularité du service, en évitant de répercuter sur la partie ouest des perturbations d’exploitation qui surviendraient sur la partie est et vice versa, et de maximiser le nombre de trains sur la partie centrale, ayant sur le tronçon Nanterre-La Folie - Magenta vingt-deux trains par heure à la mise en service du prolongement (16 trains est + 6 trains ouest). Il permettra également aux utilisateurs de l'est de rejoindre le pôle de La Défense sans correspondance et aux utilisateurs de l'ouest de rejoindre les gares du Nord et de l'Est sans changement de train.

##### Offre actuelle vs Offre escomptée côté Saint-Lazare

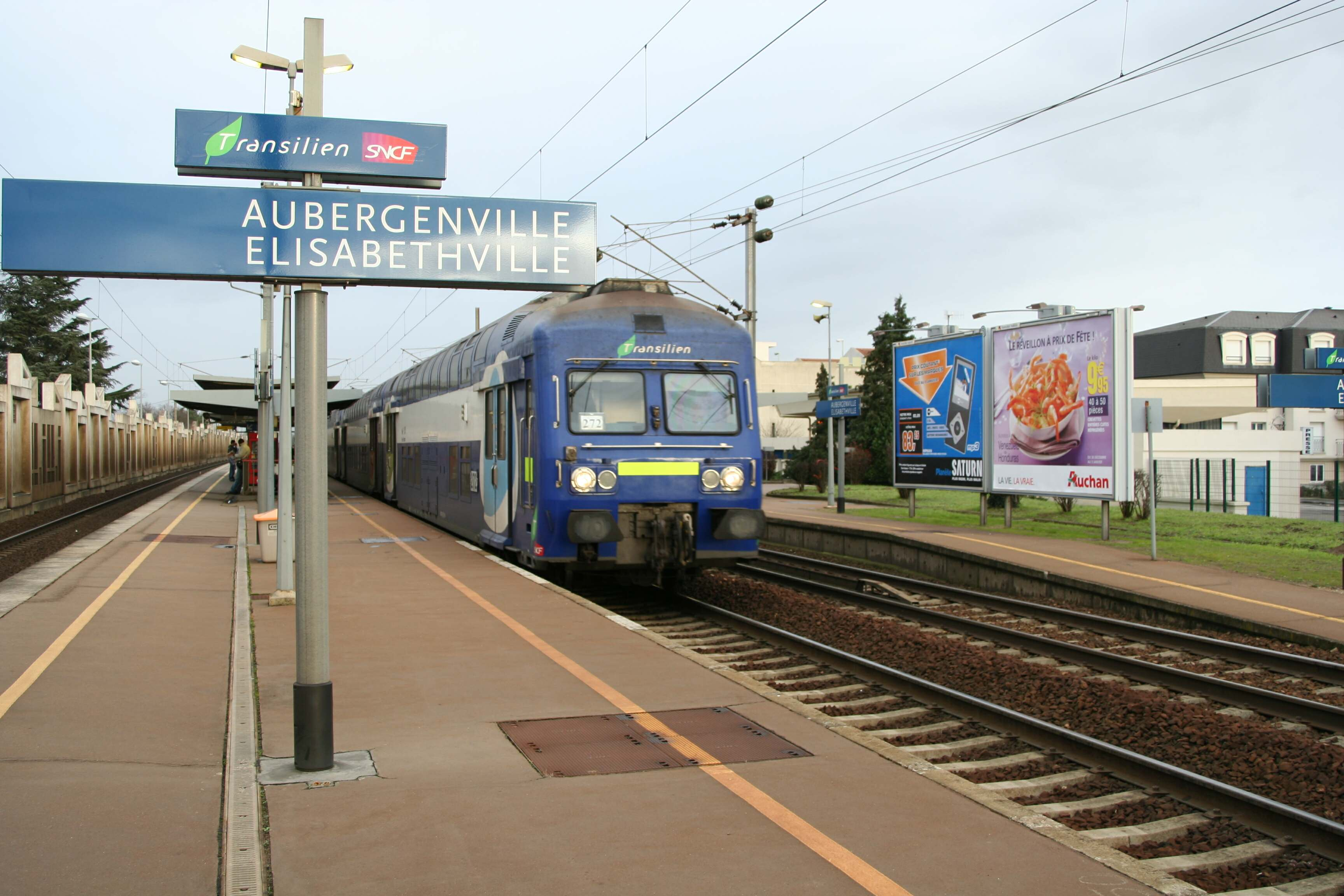
Une VB 2N de la ligne Transilien J en d'Aubergenville-Élisabethville, en janvier 2007.

Actuellement, en heure de pointe, six trains Transilien J du groupe V (Paris-Saint-Lazare – Poissy – Mantes-la-Jolie) circulent chaque heure ; la moitié a pour terminus Mantes-la-Jolie et l'autre a pour terminus Les Mureaux. Avec le prolongement du RER E, ils seraient remplacés par six trains du RER E ayant tous pour terminus Mantes-la-Jolie. Après le raccordement de La Folie, en direction de Paris, les rames empruntant des infrastructures nouvelles, cet échange des circulations permettra de libérer de la capacité en gare de Paris-Saint-Lazare.
Parmi ces six trains Eole, quatre seront omnibus entre Poissy et Mantes-la-Jolie, afin de favoriser les échanges entre les villes de Seine-Aval (soit un tous les quarts d’heure), et les deux autres semi-directs (soit un toutes les demi-heures), desservant les gares de Poissy, Vernouillet - Verneuil, Les Mureaux et Mantes-la-Jolie. Ces gares seraient également desservies par deux trains Vernon - Paris-Saint-Lazare, complétant la desserte afin d'offrir globalement un semi-direct. Enfin, il est à noter que toutes les gares gagneraient des arrêts entre la situation actuelle et la situation projetée à la mise en service du prolongement du RER E (EOLE) à l'ouest.
Au vu des capacités de la voie, le projet permettrait de faire passer au maximum seize trains par heure sur les voies du Transilien J entre Mantes-la-Jolie et Poissy : dix trains circulant entre Saint-Lazare et la Normandie (dont 2 « Vernon ») et six RER E.

### Impact sur les autres lignes
Après le prolongement du RER E, le RER A pourrait être allégé de 15 % de son trafic ; les voyageurs devant se rendre à La Défense n'auraient plus à prendre la ligne A à Val de Fontenay ou à Auber pour y aller.
Dans le schéma directeur du RER A, il est indiqué que si la ligne nouvelle Paris - Normandie est réalisée, le prolongement du RER E après renforcement de l'offre desservirait suffisamment bien la gare de Poissy pour que les trains de la ligne A se reportent sur la branche de Cergy, ce qui permet de supprimer la desserte du Transilien L sur la branche de Cergy. Cela permettra une simplification de l'exploitation pour le RER A et les lignes Transilien J et L, ainsi qu'une meilleure desserte de la ville nouvelle de Cergy-Pontoise, nécessaire avec les augmentations de trafic prévues par la SNCF.

### Le matériel roulant: le RER NG

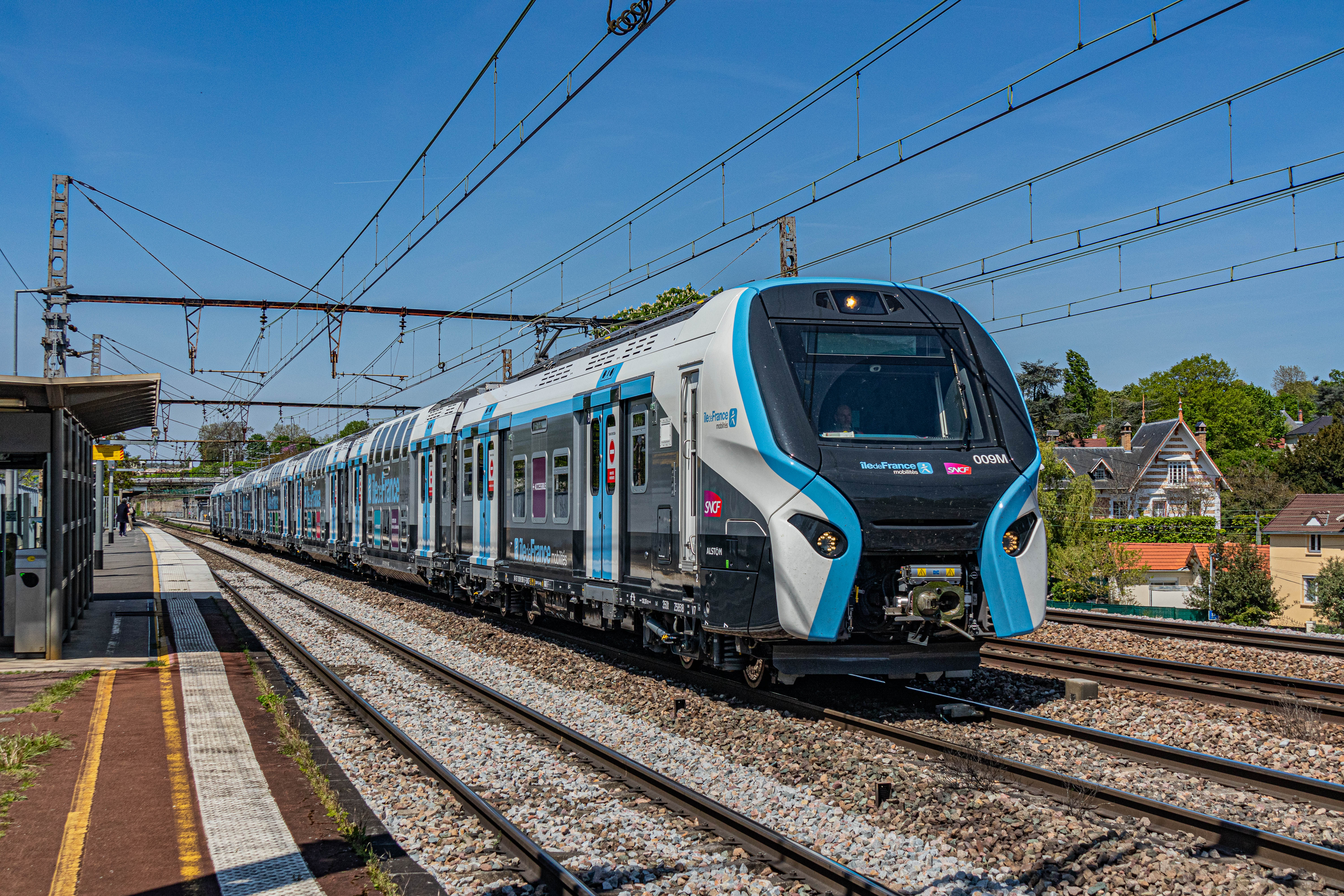
Une des rames RER NG déjà livrée, celle-ci en version longue pour le RER D en essais, en mai 2023.

Le 11 janvier 2017, le STIF a passé une commande au consortium Alstom-Bombardier pour 255 rames RER de nouvelle génération (RER NG), 125 pour le RER D et 130 pour le RER E. La première phase ferme de ce projet comprend la livraison de 71 rames qui circuleront à partir de 2024. Leur vitesse maximale est de 140 km/h[réf. nécessaire].
Pour permettre l'exploitation du RER E prolongé :
- Jusqu'à Nanterre, à terme 93 nouvelles rames de type RER NG de 112,5 mètres seront nécessaires, avec une capacité de 1 145 places, dont 501 places assises par rame[73] ;
- Jusqu'à Mantes, 130 nouvelles rames RER NG de 112,5 mètres seront nécessaires, soit 37 supplémentaires par rapport à la phase 1 Nanterre. Elles permettraient d'assurer 65 trains longs de 225 mètres[66]. Les nouvelles rames disposeront de larges allées permettant une perspective dégagée et supprimant les zones confinées, rendront les places assises plus visibles et plus accessibles. De ce fait, la fluidité de circulation dans le train sera privilégiée[66].

Afin d'accueillir le nouveau matériel roulant, la hauteur des quais des gares d'Haussmann - Saint-Lazare et de Magenta est passée à 92 centimètres (contre 115 centimètres) par un rehaussement des voies. En effet, les quais de ces deux gares n'étaient pas à la même hauteur que tous les autres quais des gares de la ligne actuelle et du prolongement, toutes à 92 centimètres au-dessus du rail,,.
Pour constituer ce parc, deux hypothèses avaient été envisagées :
- livrer 77 nouvelles rames à deux niveaux afin de compléter les 53 rames déjà livrées pour l'exploitation du RER E actuel. Ces dernières devaient rester sur la partie est de la ligne. Dans ce cas, des dérogations aux normes d’accessibilité  auraient été nécessaires pour une longue durée entre les futures gares Rosa-Parks (ex-Évangile) et Nanterre-La Folie[66] ;
- livrer 130 nouvelles rames à deux niveaux, remplaçant intégralement les 53 rames actuelles. Ces dernières auraient été réaffectées sur une autre ligne. Aux opérations de maintenance prévues dans la première hypothèse, s’ajouteraient des adaptations aux spécificités de cette autre ligne[66]. C'est donc cette seconde hypothèse qui a été retenue.

### Le système NExTEO
Un nouveau système d'exploitation est en cours de développement par SNCF Réseau (anciennement RFF) et la SNCF. Dénommé NExTEO pour Nouveau système d'EXploitation des Trains d'EOLE à l'Ouest, il doit permettre d'améliorer la performance du service sur la partie du réseau francilien où le trafic est le plus dense.
Le prolongement du RER E à l'ouest est concerné par ce projet, sur le tronçon La Folie – Rosa-Parks, afin d’optimiser la capacité du tronc commun du RER E : optimisation de la fréquence et la vitesse des trains. Avec NExTEO, ce tronçon devrait ainsi atteindre des débits pratiques nettement supérieurs à ceux réalisés actuellement, en travaillant principalement sur l'espacement et la protection des trains. Ainsi, le meilleur compromis est recherché entre la vitesse d’approche du train en gare et le nombre de passages de trains.

## Travaux réalisés et en cours de réalisation
Pour permettre la réalisation du prolongement du RER E à l'ouest de Paris, sept années de travaux étaient estimées nécessaires initialement. Ils comprenaient principalement : 
- le creusement du tunnel entre la gare Haussmann - Saint-Lazare et La Défense - terminé ;
- le franchissement à Nanterre du faisceau de voies ferrées de la branche de la ligne Transilien J reliant la gare Saint-Lazare à Mantes-la-Jolie par Poissy - terminé ;
- la création de trois nouvelles gares (Porte Maillot, La Défense et Nanterre-La Folie) - terminé ;
- l’aménagement des voies et des gares existantes entre Poissy et Mantes-la-Jolie ainsi que la création de voies de garage et d’ateliers de maintenance - en cours de réalisation.

Ces travaux ont été et sont menés de manière à minimiser au mieux les nuisances pour les usagers des transports ferroviaires, les riverains et les circulations locales. Une évaluation carbone a été établie au regard des différentes techniques de chantier envisageables et les risques environnementaux identifiés.

### Réalisation de la gare Rosa-Parks

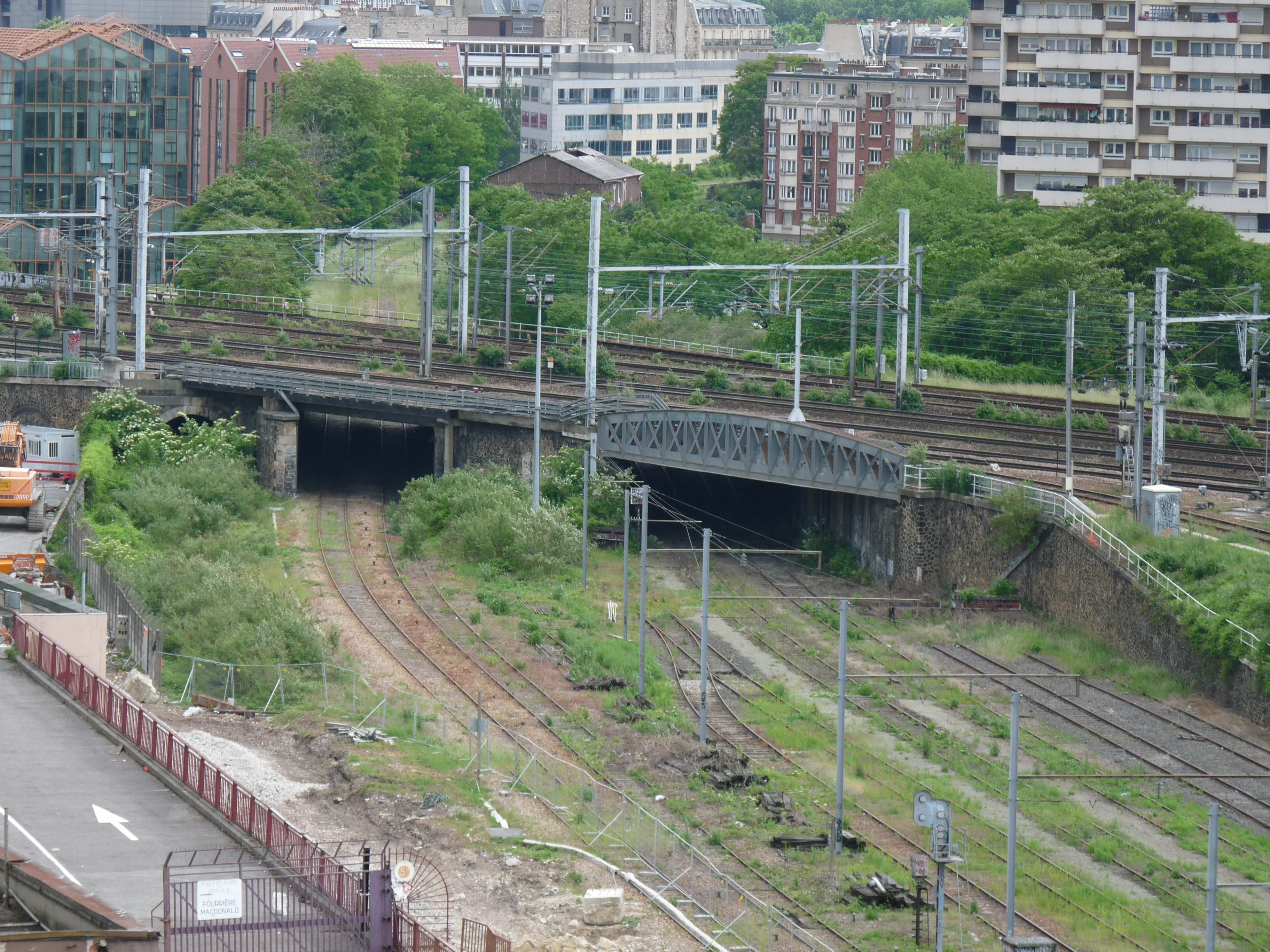
Le futur emplacement de la gare Rosa-Parks, en mai 2010.

Une nouvelle gare sur le RER E a été ouverte le 13 décembre 2015, entre les gares de Magenta et de Pantin, dans le 19e arrondissement de Paris, à l’angle des rues de Crimée et de Gaston-Tessier : la gare Rosa-Parks, anciennement appelée Évangile. Elle permet de desservir le quartier de la Porte d’Aubervilliers, en substitution de la gare initialement prévue à La Villette-Aubervilliers,.
Avec le prolongement, la gare Rosa-Parks doit normalement constituer le terminus des six trains de la mission Ouest, et permettre leur retournement. Néanmoins, la gare est simple, avec deux voies encadrant un quai central. De ce fait, avec la quantité et la densité de circulation prévue, cette opération sera difficile. Ainsi, s'il n'est pas possible d'arrêter tous les trains en gare, certains auront pour terminus commercial Magenta et iront à Rosa-Parks à vide, uniquement pour se retourner,.
Pour permettre le retournement des trains, à ce jour, les deux voies de retournement prévues sont en cours de réalisation.

### Réalisation du tronçon Haussmann - Nanterre
Réaliser un tunnel

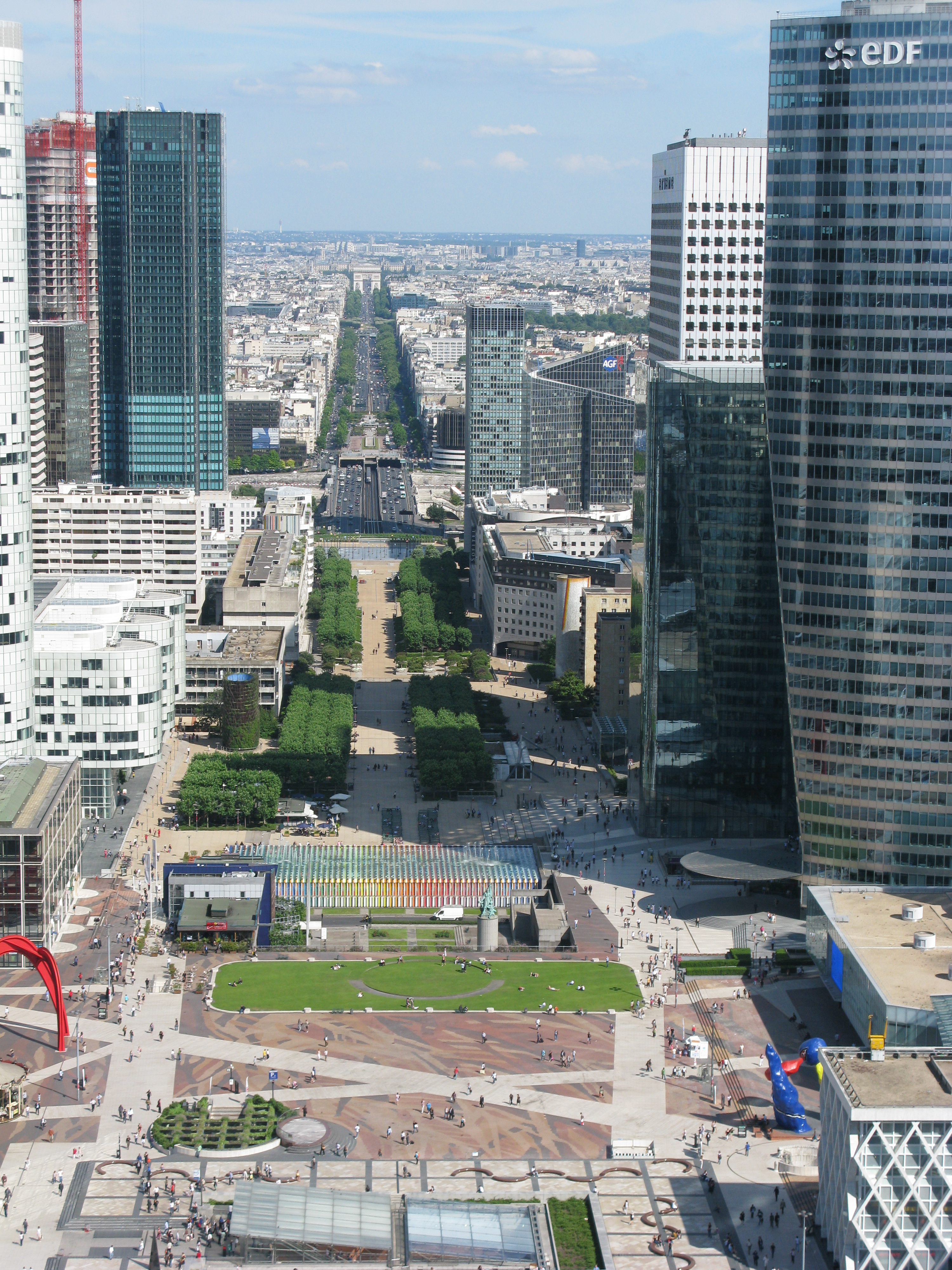
L'axe historique de Paris, dans lequel la route Nationale 13 s'inscrit, vu depuis l'arche de la Défense, en juillet 2009.

Pour relier Haussmann - Saint-Lazare, l'actuel terminus du RER E, à la future gare de Nanterre-La Folie, il a fallu réaliser un tunnel, en surmontant un certain nombre de difficultés techniques identifiées à ce stade des études.
Elles concernaient le passage sous la Seine et l’insertion du tracé sous le quartier d’affaires de La Défense. Ce dernier a dû tenir compte des niveaux de fondation des différentes tours et du plan local d'urbanisme (PLU) des communes concernées (Puteaux, Courbevoie et Nanterre). Les difficultés concernaient également la présence de nombreux réseaux souterrains déjà existants, le sous-sol étant très densément occupé par des réseaux d’égouts, de lignes électriques, de chauffage urbain, de lignes de transport... Il a fallu préserver le bâti de surface, dense et riche, notamment près de la gare d'Haussmann - Saint-Lazare. Il a fallu réaliser la sortie de tunnel au niveau du terrain naturel en gare de Nanterre-La Folie.
Le tracé choisi a été étudié de manière à éviter les fondations profondes existantes et à venir (l’enfouissement de la route nationale 13 notamment), les impacts sur le bâti, faciliter l’implantation des issues de secours et à rechercher les meilleures caractéristiques géométriques du tunnel pour obtenir des vitesses de circulation élevées et des temps de parcours réduits. Pour relier le tunnel à la gare d'Haussmann - Saint-Lazare, il a fallu construire une arrière-gare. Elle a permis d’interconnecter les voies existantes aux voies nouvelles du prolongement le samedi 3 juin 2023 .
Les méthodes d'excavation
Sur le tronçon d'Haussmann - Saint-Lazare à La Défense, compte tenu des caractéristiques du sous-sol, des contraintes de planning et du nombre important de bâtiments en surface, la solution d’excavation au tunnelier a été jugée la plus adaptée aux exigences économiques, techniques et environnementales. C’est actuellement la méthode la plus sûre, notamment en milieu urbain. Elle connaît depuis plusieurs années de nombreuses adaptations liées au retour d’expérience de grands chantiers qui en font une technique moderne et adaptée à ce type de travaux. Elle limite au mieux les nuisances en surface et nécessite des acquisitions de tréfonds plutôt que des expropriations.
Sur le tronçon de La Défense à Nanterre-La Folie, le choix de la méthode s'est fait en fonction du planning arrêté : la « méthode conventionnelle ». Cette dernière consistait à créer des puits de chantier et à creuser à l’aide d’engins mécanisés. Il a fallu ensuite effectuer des traitements du terrain puis réaliser le génie civil du tunnel.
En octobre 2017, des travaux préparatoires sont conduits. Un sondage dans l'ouest parisien fore accidentellement la voûte du tunnel du RER A. Les eaux de la nappe phréatique s'introduisent dans le tunnel conduisant à l'interruption du trafic pendant trois jours du 30 octobre au 1er novembre 2017. Plus de 25 tonnes de boue doivent être évacuées.
Le tunnelier Virginie est baptisé le 28 novembre 2018 à Courbevoie. Devant creuser le tunnel jusqu'à Haussmann - Saint-Lazare, il entre en service en février 2019.

### Raccordement au réseau Saint-Lazare

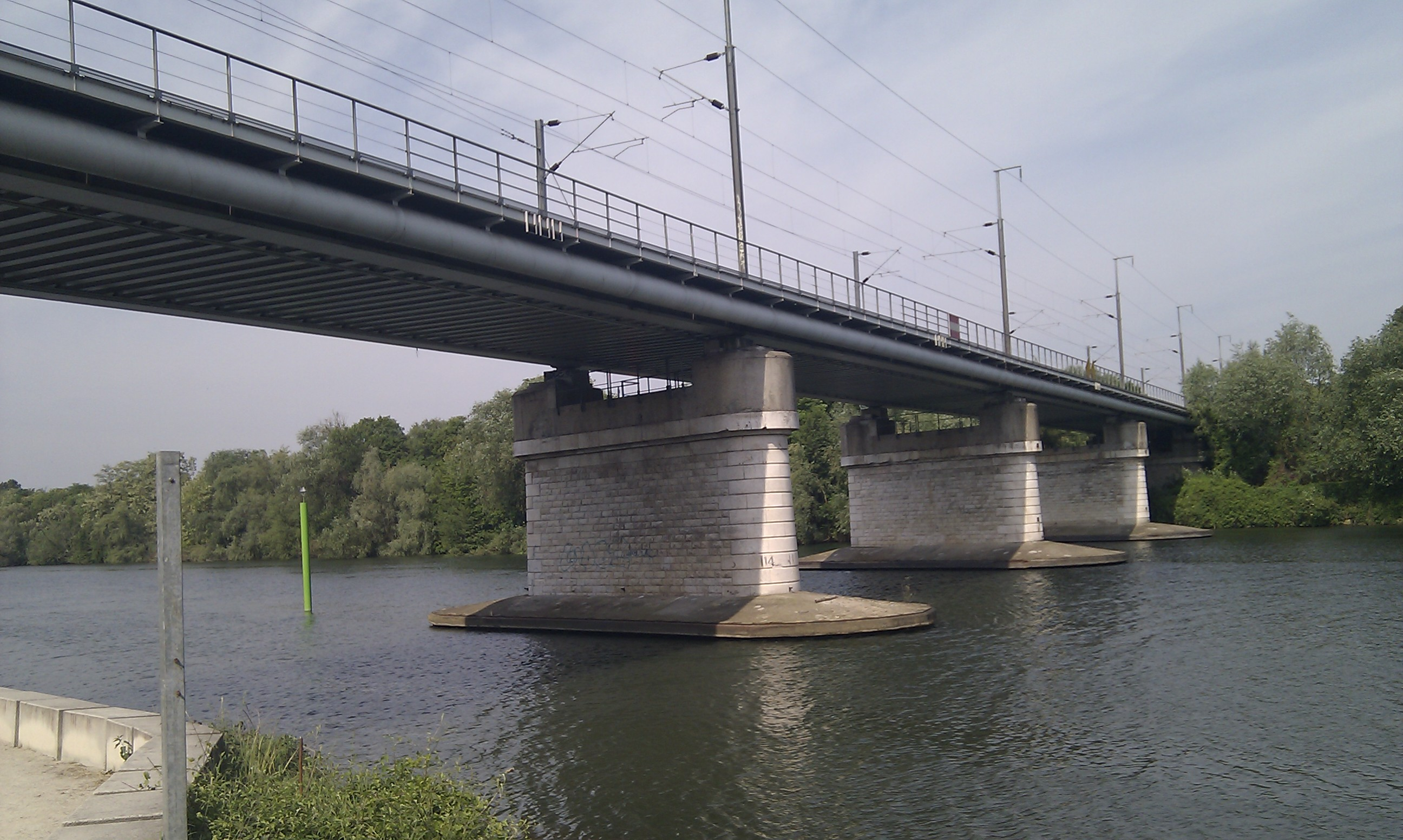
Le viaduc de la ligne Paris - Le Havre, à Nanterre, en mai 2011.

Pour parvenir à Mantes-la-Jolie, le prolongement doit rejoindre les voies existantes de la ligne Paris - Le Havre en franchissant le faisceau de voies ferrées à hauteur de Nanterre. Compte tenu des nombreuses circulations utilisant cet axe, un cisaillement des voies n’était pas envisageable, risquant de perturber tout le trafic vers l’ouest. Pour y remédier, trois hypothèses furent étudiées (un saut-de-mouton situé au niveau du pont de Rouen, un autre au niveau de la Seine et un souterrain). Toutes trois soumises au débat public, c'est la solution du saut-de-mouton situé au niveau de la Seine qui a été préférée aux deux autres, afin de favoriser l'insertion urbaine de l'ouvrage.
Avec ce saut-de-mouton long de 650 mètres, le raccordement des voies nouvelles d'Eole au réseau Saint-Lazare s'effectuera sur le pont de la Morue. Plus éloignée du quartier du Petit Nanterre que l’hypothèse d’un saut-de-mouton au niveau du pont de Rouen, cette nouvelle infrastructure sera techniquement complexe à réaliser. Néanmoins, les trains Eole en provenance de Mantes-la-Jolie pourront quitter les voies de la ligne Paris - Le Havre, aujourd'hui empruntées par les trains de la ligne J, à une vitesse suffisante (100 km/h) pour ne pas gêner la circulation des trains suivants se dirigeant vers la gare Saint-Lazare. Cependant, la présence à proximité d’un dépôt d’hydrocarbures de la société Total, classé Seveso, a été une contrainte technique à prendre en compte.

### Modernisation de la ligne existante
Pour permettre le prolongement à Mantes-la-Jolie, la ligne existante est en cours de modernisation. Pour ce faire, des travaux d'optimisation de la circulation des trains effectués entre les gares de Poissy et Mantes-la-Jolie afin de rendre possible une augmentation de la fréquence des trains et de favoriser une meilleure régularité. Ils permettront de séparer au maximum les flux de circulation des trains franciliens et des trains normands. De plus, des passages à niveau seront supprimés.

#### Les travaux en gare de Poissy

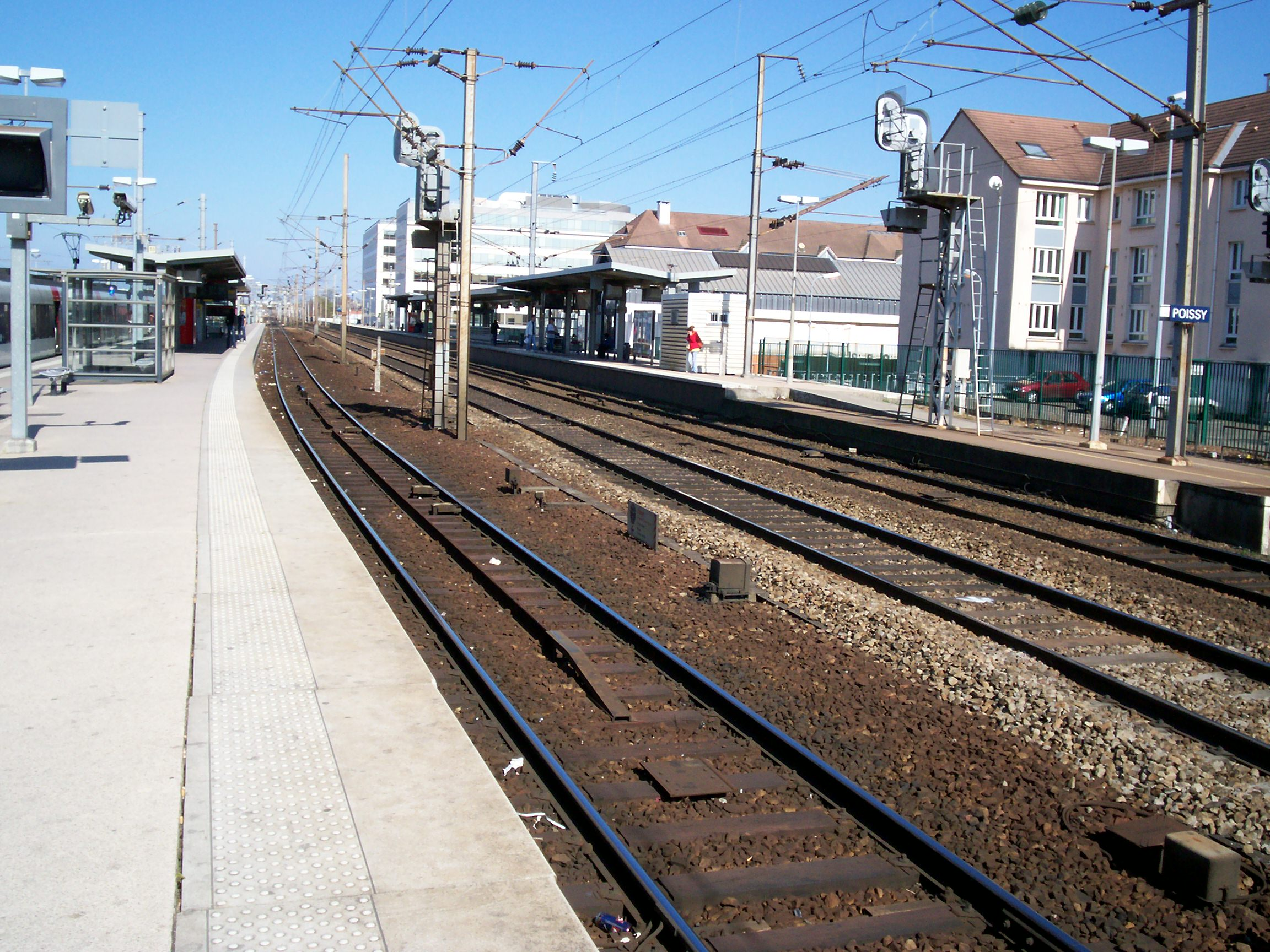
La gare de Poissy, en avril 2007.

En gare de Poissy, les travaux ont consisté à créer plusieurs voies nouvelles. En effet, une communication permettra d’alterner l’arrivée des trains du RER E sur deux voies différentes et rendra de ce fait possible les dépassements dans le sens Paris - Mantes. Une troisième voie côté province, a été également réalisée afin de permettre un dégagement rapide de la voie côté province, ainsi que deux communications afin de rendre possible des reports et une simultanéité de circulations. De plus, une troisième voie devait être créée en reprenant en partie une voie de service, afin de dédier une voie de circulation dans chaque sens aux trains du RER A,.
Ces travaux ont nécessité l’acquisition d’un terrain de 1 350 m2 appartenant au site Stellantis et le déplacement du poste d’aiguillage de Poissy. Des mesures ont été prises pour limiter au mieux les nuisances pendant le chantier, la gare de Poissy se situant dans un milieu urbain dense et les contraintes d’aménagement étant fortes.

#### Les travaux dans le secteur d'Épône
Dans le secteur d’Épône, d'autres travaux étaient prévus. En effet, la troisième voie existante entre Aubergenville-Élisabethville et le point kilométrique 53 de la ligne de Paris-Saint-Lazare au Havre, est en cours de prolongement jusqu’à la gare de Mantes-Station, afin de permettre d'accroître la capacité de l'axe à recevoir un nombre important de trains par heure. Elle améliora également la séparation des flux de circulation des trains franciliens et des trains normands. Un saut-de-mouton sera également réalisé, dans le cadre de ces travaux.

#### Les travaux en gare de Mantes-la-Jolie

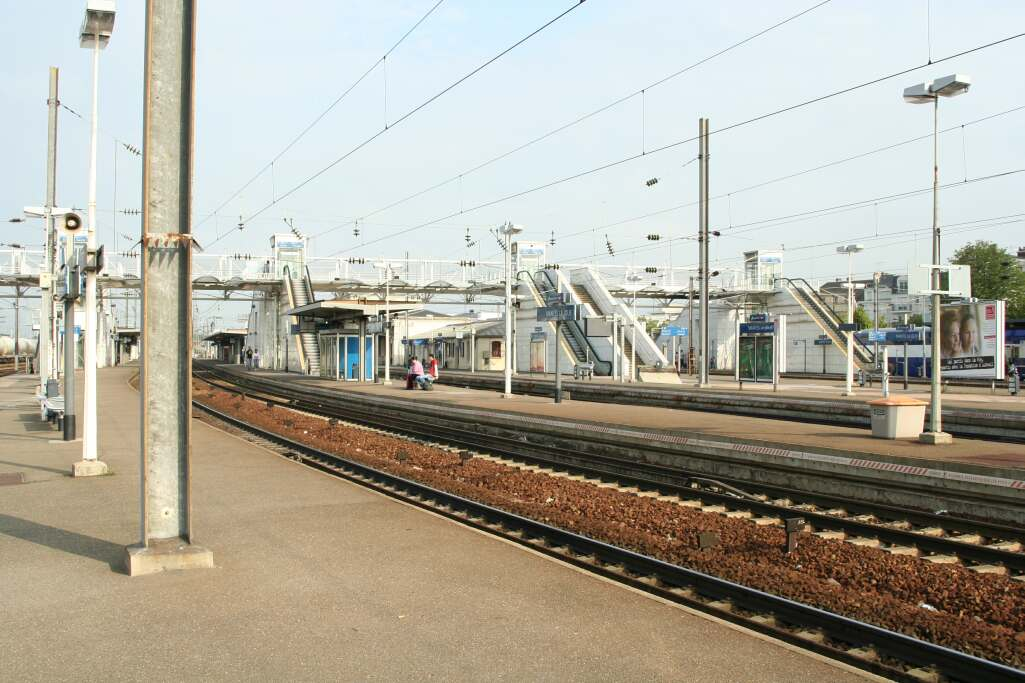
La gare de Mantes-la-Jolie, en août 2006.

En gare de Mantes-la-Jolie, des aménagements sont en cours de réalisation afin de permettre une réorganisation des circulations en dédiant les quais à certaines circulations. Ces aménagements faciliteront la mise en accessibilité des quais puisque le matériel roulant les accostant aura toujours la même hauteur, ce qui n'est pas possible actuellement du fait de la mixité des circulations.
Les travaux consistent à créer une neuvième voie et ses liaisons avec les voies existantes, à la suite de la séparation en deux du quai central existant, ainsi que des tiroirs de retournement pour les trains Eole. La création de la neuvième voie permettra aux trains normands de bénéficier d'une voie supplémentaire de réception en gare. Ainsi, le schéma d’organisation permettra de réutiliser au maximum le plan de voies actuel, ce qui sera important pour limiter les perturbations d’exploitation. Il séparera les flux de circulation des trains franciliens (RER E, Transilien J et Transilien N) des flux de trains normands (Liaisons Paris - Haute-Normandie (Le Havre, Rouen) / Basse-Normandie (Caen, Cherbourg),.
Le chantier est organisé de manière à perturber le moins possible le transport des voyageurs et le parcours de ceux-ci dans la gare, tout en assurant leur sécurité. Un itinéraire alternatif pour les trains de marchandises sera mis en place entre Serqueux et Gisors afin d'alléger le trafic sur les voies pendant le déroulement des travaux et de disposer de plages de travaux plus longues.

#### Suppression de passages à niveau
Dans le cadre du projet de prolongement, le passage à niveau de Vernouillet (dit PN7) a été supprimé par Réseau ferré de France (RFF) en janvier 2014. Il est remplacé par un passage routier souterrain, inauguré le 16 novembre 2013, en présence de RFF, chargé de sa réalisation.
Réseau ferré de France étudie également la suppression du passage à niveau no 6. Situé à Villennes-sur-Seine, il permet l’accès à une presqu’île résidentielle. En 2010, le gestionnaire du réseau ferré national a lancé les études préliminaires en vue de son remplacement par un ouvrage existant élargi.

### Adaptation de la ligne existante au matériel roulant

#### Allongement et rehaussement des quais

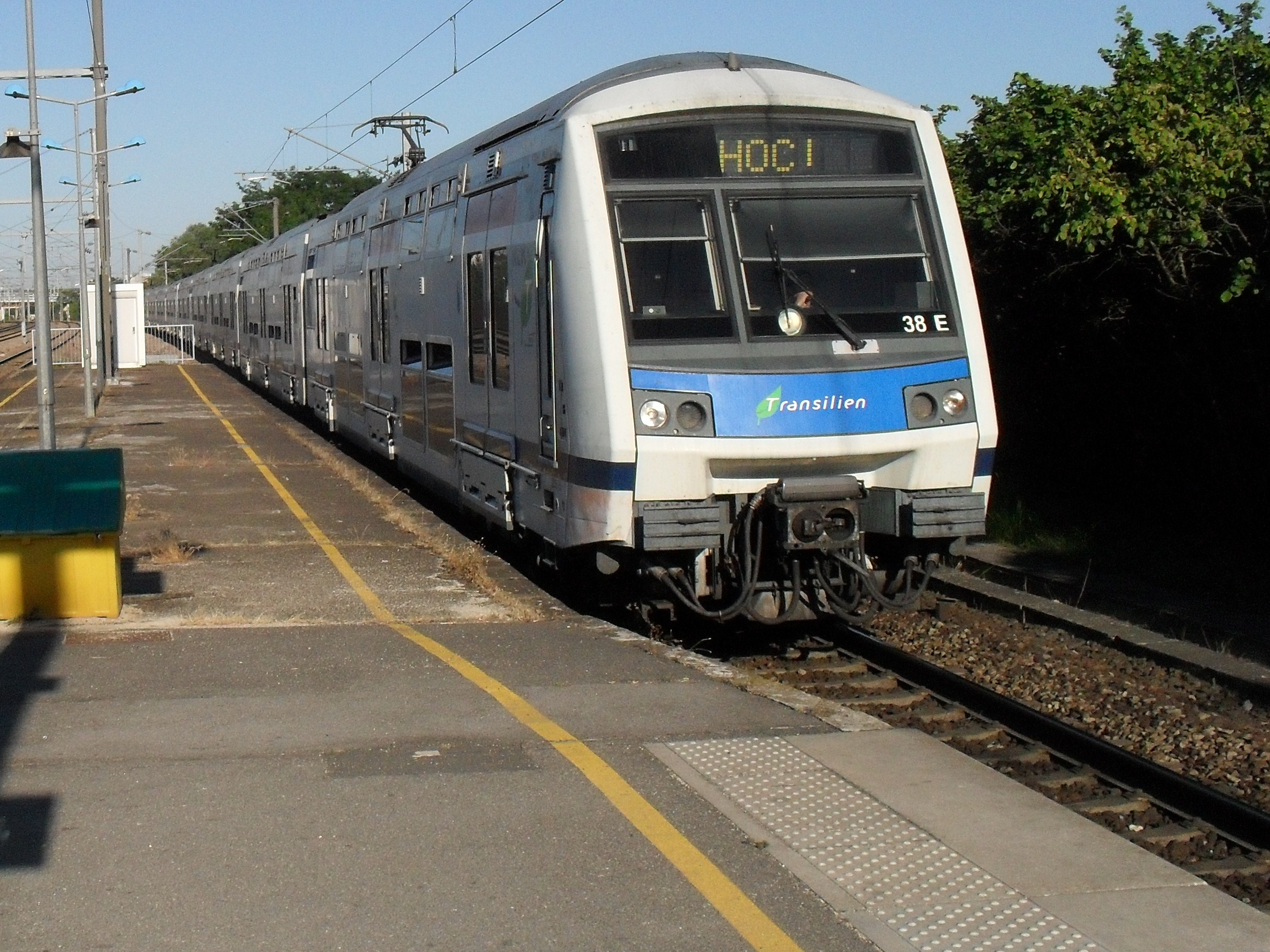
Une rame du RER E actuel passant sur la partie non rehaussée du quai direction Paris de la gare de Chelles - Gournay, en mai 2011.

Afin d'accueillir le nouveau matériel roulant et d'assurer une bonne accessibilité entre le quai et le train, les quais de toutes les gares comprises entre Poissy et Mantes-la-Jolie inclus, doivent être allongés et rehaussés. En effet, ils doivent passer à une longueur de 225 mètres (contre 190 mètres actuellement) pour pouvoir accueillir les nouveaux trains plus 
capacitaires que les trains Transilien circulant actuellement sur ces voies.
Les quais sont également en cours de rehaussement de 550 à 920 millimètres au-dessus du niveau du rail, afin d’être à hauteur du plancher des trains, sauf éventuellement en gare d'Épône - Mézières, selon la nature des trains qui s’y arrêteront. Le rehaussement permettra de faciliter l’accès au train, notamment pour les personnes à mobilité réduite, et de réduire les temps d’arrêt en gare nécessaires à la montée et à la descente des voyageurs.

#### Réalisation de sites de garage
Le prolongement d'Eole nécessite également l’aménagement de voies de garage pour permettre le stationnement de 54 rames supplémentaires (soit 27 trains longs de 225 mètres). Ceci tient compte du fait que la desserte du RER E se substituera à celle de la liaison Paris – Poissy – Mantes-la-Jolie du Transilien J dont les rames utilisent déjà l’équivalent de onze positions de garage pour des trains de 225 mètres. Une cohérence avec les opérations envisagées à plus court terme dans le cadre de l'arrivée du Francilien à partir de 2013 a été recherchée.
Ces garages devant être implantés près des terminus, les sites de Mantes-la-Jolie, Nanterre-La Folie, Chelles - Gournay et de Tournan ont donc été privilégiés dans la recherche d'emplacement. Ils seront équipés pour permettre le nettoyage intérieur et extérieur des trains et la réalisation de petites opérations de maintenance,.
À Mantes-la-Jolie, dans la zone délimitée par les voies des lignes Paris - Le Havre et Paris - Cherbourg, trois voies de retournement seront implantées dans le prolongement du terminus. L'extension et l’aménagement des garages existants sont à l’étude. Ces aménagements s’accompagneront de la réalisation d’un ensemble de bâtiments de service, en particulier celui de la commande centralisée Paris - Normandie, qui devrait intégrer le futur poste d’aiguillages informatisé (PAI) de la gare de Mantes-la-Jolie.
À proximité de Nanterre-La Folie, dans le secteur des Groues, sur le site de l’Île ferroviaire, dix positions de garage doivent être créées en remplacement des onze positions de garage aujourd'hui utilisés pour les trains de la ligne J (Saint-Lazare - Poissy - Mantes), qui seront en effet remplacées par la nouvelle gare. Les nouvelles positions permettront le garage de huit rames des missions Est du RER E, en dehors des heures de pointe, et de deux rames des trains normands.
Le secteur des Groues est stratégique pour le positionnement de ce lieu de garage car il est situé près du futur terminus des missions Est et à proximité des voies de retournement. Le site de l'Île ferroviaire a été préférée aux sites de l’entrepôt Picheta et du faisceau de La Folie, situé au nord de la future gare, qui présentaient trop de contraintes sur le plan de l’exploitation.

#### Réalisation d'un atelier de maintenance

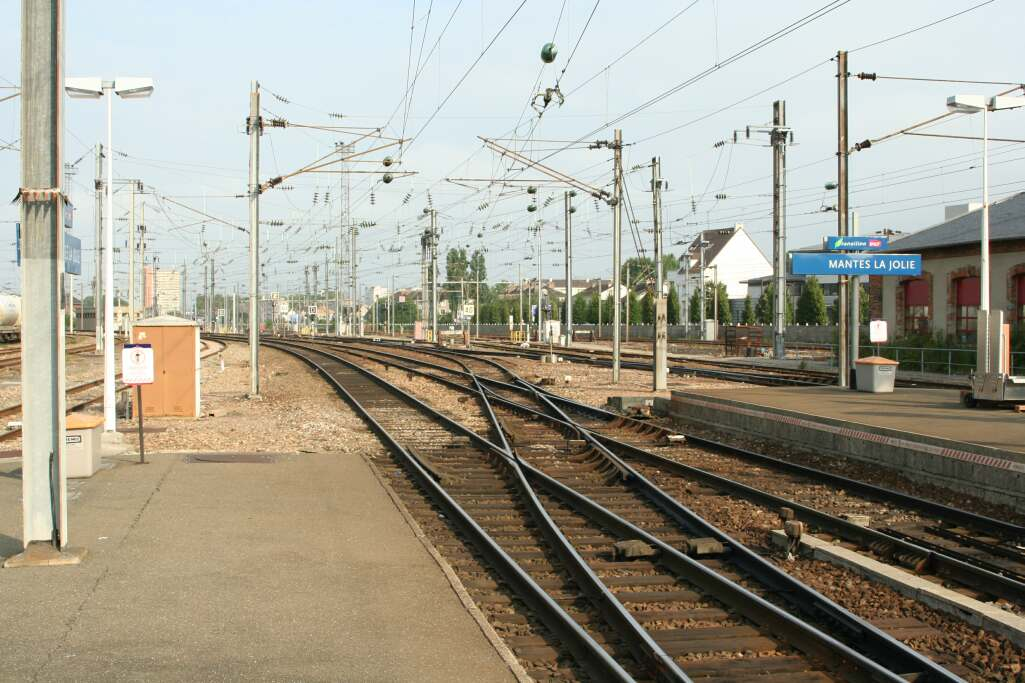
Depuis la gare de Mantes-la-Jolie, vue sur les voies côté ouest en direction d'Évreux, en août 2006.

Afin d'entretenir le nouveau matériel roulant, un atelier destiné à accueillir 40 des 130 rames sera créé sur le site de remisage existant situé à Mantes-la-Jolie, dans le prolongement du terminus, sur des terrains RFF/SNCF.
L'ensemble des opérations de maintenance des trains, du nettoyage en passant par le dépannage seront assurées par les 150 employés du site, notamment des électromécaniciens et des logisticiens. Les effectifs devraient augmenter à l’horizon 2029-2030 pour atteindre 230 salariés.
La première pierre du bâtiment a été posée le jeudi 15 juin 2023 en présence de Pierre Bédier, président du conseil départemental des Yvelines, des élus locaux et des partenaires du projet Eole. Vincent Lecras, le directeur du RER E, a détaillé l’intérêt de l’implantation de cet atelier destiné à « renforcer la fiabilité et la ponctualité de la ligne ». Le bâtiment d'une superficie de 17 000 m2 comprendra six voies sur fosse, quatre voies de service mais aussi une machine à laver et une voie dédiée au détagage. Ces installations permettront d'effectuer les différentes interventions tant au niveau des réparations et des changements de pièces que celui de la propreté et de l’entretien.
Il pourrait être mutualisé pour la maintenance du nouveau matériel, le Francilien, qui s'est substitué au début des années 2020 au matériel préexistant de la liaison Paris – Conflans-Sainte-Honorine – Mantes-la-Jolie de la ligne J. La création de l'atelier devrait permettre la reconstitution de plusieurs bâtiments SNCF.

#### Renforcement des installations électriques
Dans le cadre du projet, il est également prévu de renforcer les installations fixes d’alimentation électrique (IFTE) en cohérence avec les évolutions envisagées dans le cadre des projets de renouvellement du matériel roulant et/ou d’amélioration de la desserte en cours ou programmés pour le prolongement d'Eole mais également sur l’ensemble du réseau Paris - Saint-Lazare.

## Renforcement de la desserte des Batignolles

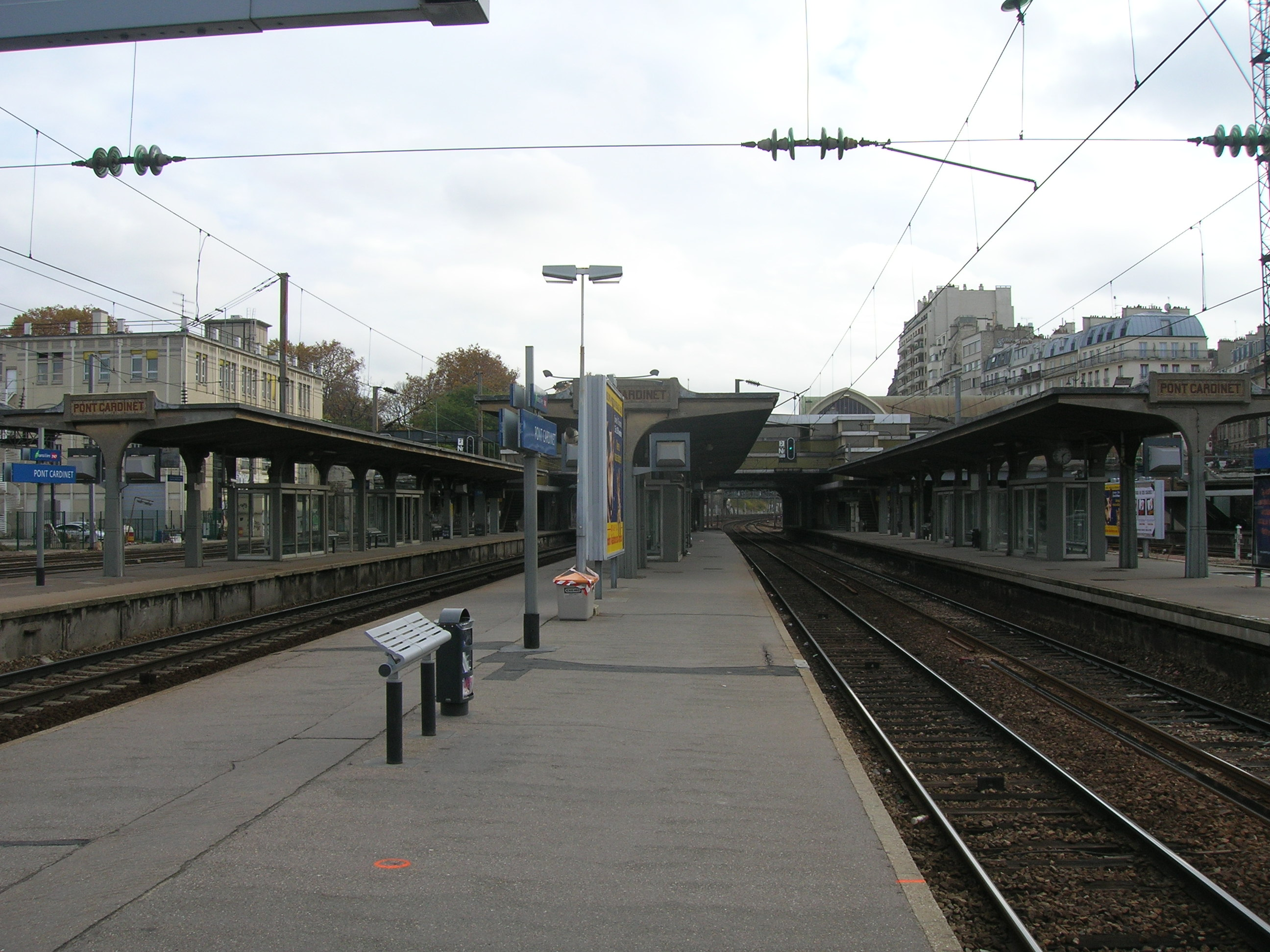
La gare de Pont-Cardinet, en novembre 2006.

Le renforcement de la desserte du quartier des Batignolles est un objectif associé au projet EOLE. Il permettra d'améliorer la desserte du quartier Clichy-Batignolles et de la Cité judiciaire de Paris.
Le renforcement se traduira par une augmentation du nombre d'arrêts en gare de Pont-Cardinet des trains de la ligne L (Paris-Saint-Lazare – Cergy/Versailles/Saint-Nom-la-Bretèche). Les services de pointe et de contre-pointe seraient indifférenciés (même nombre d’arrêt dans les deux sens de circulation par heure) afin de simplifier l'utilisation de la ligne aux voyageurs et de rendre la gare de Pont-Cardinet encore plus attractive.
À la mise en service de la branche ouest du RER E, il s’arrêterait à l’heure de pointe du matin, 28 trains en direction de Paris, soit un train presque toutes les deux minutes. En direction de la banlieue, il s'arrêterait 16 trains, soit un train toutes les quatre minutes.